# Fed Cup 2012
La Fed Cup de 2012 fue la 50.ª edición del torneo de tenis femenino más importante por naciones. Participaron ocho equipos en el Grupo Mundial y noventa en los diferentes grupos regionales.

## Movilidad entre grupos: 2011 a 2012
| · Alemania | · Bélgica | · España | · Italia | · Rep. Checa | · Rusia | · Serbia | · Ucrania |
| ---------- | --------- | -------- | -------- | ------------ | ------- | -------- | --------- |

| · Australia | · Bielorrusia | · Estados Unidos | · Eslovaquia | · Eslovenia | · Francia | · Japón | · Suiza |
| ----------- | ------------- | ---------------- | ------------ | ----------- | --------- | ------- | ------- |

## Grupo Mundial

### Equipos participantes
| Equipos participantes en el Grupo Mundial de 2012 | Equipos participantes en el Grupo Mundial de 2012 | Equipos participantes en el Grupo Mundial de 2012 | Equipos participantes en el Grupo Mundial de 2012 | Equipos participantes en el Grupo Mundial de 2012 | Equipos participantes en el Grupo Mundial de 2012 | Equipos participantes en el Grupo Mundial de 2012 | Equipos participantes en el Grupo Mundial de 2012 |
| Alemania                                          | Bélgica                                           | España                                            | Italia                                            | República Checa                                   | Rusia                                             | Serbia                                            | Ucrania                                           |
| ------------------------------------------------- | ------------------------------------------------- | ------------------------------------------------- | ------------------------------------------------- | ------------------------------------------------- | ------------------------------------------------- | ------------------------------------------------- | ------------------------------------------------- |

### Sorteo
- El sorteo del Grupo Mundial para la Fed Cup 2012 se realizó el 17 de julio de 2011 en la ciudad de Kobe, Japón.

Cabezas de serie
1. Rusia
2. República Checa
3. Italia
4. Bélgica

### Eliminatorias
|  | Cuartos de final    | Cuartos de final |                     |            | Semifinales      | Semifinales      |  |        | Final              | Final              |  |
|  | 4 y 5 de febrero    | 4 y 5 de febrero |                     |            | 21 y 22 de abril | 21 y 22 de abril |  |        | 4 y 5 de noviembre | 4 y 5 de noviembre |  |
|  |                     |                  |                     |            |                  |                  |  |        |                    |                    |  |
|  |                     |                  |                     |            |                  |                  |  |        |                    |                    |  |
|  | Rusia (1)           | 3                |                     |            |                  |                  |  |        |                    |                    |  |
|  | Rusia (1)           | 3                |                     |            |                  |                  |  |        |                    |                    |  |
|  | España              | 2                |                     |            |                  |                  |  |        |                    |                    |  |
|  | España              | 2                |                     | Rusia (1)  | 2                |                  |  |        |                    |                    |  |
|  |                     |                  |                     | Rusia (1)  | 2                |                  |  |        |                    |                    |  |
|  |                     |                  | Serbia              | 3          |                  |                  |  |        |                    |                    |  |
|  | Bélgica (4)         | 2                | Serbia              | 3          |                  |                  |  |        |                    |                    |  |
|  | Bélgica (4)         | 2                |                     |            |                  |                  |  |        |                    |                    |  |
|  | Serbia              | 3                |                     |            |                  |                  |  |        |                    |                    |  |
|  | Serbia              | 3                |                     |            |                  |                  |  | Serbia | 1                  |                    |  |
|  |                     |                  |                     |            |                  |                  |  | Serbia | 1                  |                    |  |
|  |                     |                  | República Checa (2) | 3          |                  |                  |  |        |                    |                    |  |
|  | Italia (3)          | 3                | República Checa (2) | 3          |                  |                  |  |        |                    |                    |  |
|  | Italia (3)          | 3                |                     |            |                  |                  |  |        |                    |                    |  |
|  | Ucrania             | 2                |                     |            |                  |                  |  |        |                    |                    |  |
|  | Ucrania             | 2                |                     | Italia (3) | 1                |                  |  |        |                    |                    |  |
|  |                     |                  |                     | Italia (3) | 1                |                  |  |        |                    |                    |  |
|  |                     |                  | República Checa (2) | 4          |                  |                  |  |        |                    |                    |  |
|  | Alemania            | 1                | República Checa (2) | 4          |                  |                  |  |        |                    |                    |  |
|  | Alemania            | 1                |                     |            |                  |                  |  |        |                    |                    |  |
|  | República Checa (2) | 4                |                     |            |                  |                  |  |        |                    |                    |  |
|  | República Checa (2) | 4                |                     |            |                  |                  |  |        |                    |                    |  |
|  |                     |                  |                     |            |                  |                  |  |        |                    |                    |  |

#### Cuartos de final
| | Bandera de Rusia  | Rusia                                           | 3 | 2  | España | Bandera de España |
| --- | ----------------- | ----------------------------------------------- | - | -- | ------ | ----------------- |
| Estadio Olimpiski, Moscú, Rusia 4 y 5 de febrero de 2012 |                   |                                                 |   |    |        |                   |
| \| 1 \| \| María Sharápova \| 6 \| 6 \| \| \| 1 \| \| Silvia Soler-Espinosa \| 2 \| 1 \| \| \| 2 \| \| Svetlana Kuznetsova \| 6 \| 6 \| \| \| 2 \| \| Carla Suárez Navarro \| 3 \| 1 \| \| \| 3 \| \| Nadia Petrova \| 0 \| 3 \| \| \| 3 \| \| Carla Suárez Navarro \| 6 \| 6 \| \| \| 4 \| \| Svetlana Kuznetsova \| 6 \| 4 \| 6 \| \| 4 \| \| Silvia Soler-Espinosa \| 2 \| 6 \| 3 \| \| 5 \| \| Svetlana Kuznetsova - Nadia Petrova \| 3 \| 0r \| \| \| 5 \| \| Nuria Llagostera Vives - Arantxa Parra Santonja \| 6 \| 0 \| \| |                   |                                                 |   |    |        |                   |
| 1 | Bandera de Rusia  | María Sharápova                                 | 6 | 6  |        |                   |
| 1 | Bandera de España | Silvia Soler-Espinosa                           | 2 | 1  |        |                   |
| 2 | Bandera de Rusia  | Svetlana Kuznetsova                             | 6 | 6  |        |                   |
| 2 | Bandera de España | Carla Suárez Navarro                            | 3 | 1  |        |                   |
| 3 | Bandera de Rusia  | Nadia Petrova                                   | 0 | 3  |        |                   |
| 3 | Bandera de España | Carla Suárez Navarro                            | 6 | 6  |        |                   |
| 4 | Bandera de Rusia  | Svetlana Kuznetsova                             | 6 | 4  | 6      |                   |
| 4 | Bandera de España | Silvia Soler-Espinosa                           | 2 | 6  | 3      |                   |
| 5 | Bandera de Rusia  | Svetlana Kuznetsova - Nadia Petrova             | 3 | 0r |        |                   |
| 5 | Bandera de España | Nuria Llagostera Vives - Arantxa Parra Santonja | 6 | 0  |        |                   |

| | Bandera de Bélgica | Bélgica                                | 2  | 3 | Serbia | Bandera de Serbia |
| --- | ------------------ | -------------------------------------- | -- | - | ------ | ----------------- |
| Spiroudome, Charleroi, Bélgica 4 y 5 de febrero de 2012 |                    |                                        |    |   |        |                   |
| \| 1 \| \| Kirsten Flipkens \| 5 \| 5 \| \| \| 1 \| \| Jelena Janković \| 7 \| 7 \| \| \| 2 \| \| Yanina Wickmayer \| 6 \| 6 \| \| \| 2 \| \| Bojana Jovanovski \| 4 \| 4 \| \| \| 3 \| \| Yanina Wickmayer \| 6 \| 6 \| \| \| 3 \| \| Aleksandra Krunić \| 1 \| 0 \| \| \| 4 \| \| Kirsten Flipkens \| 2 \| 4 \| \| \| 4 \| \| Bojana Jovanovski \| 6 \| 6 \| \| \| 5 \| \| Alison van Uytvanck - Yanina Wickmayer \| 62 \| 6 \| 1 \| \| 5 \| \| Bojana Jovanovski - Aleksandra Krunić \| 7 \| 4 \| 6 \| |                    |                                        |    |   |        |                   |
| 1 | Bandera de Bélgica | Kirsten Flipkens                       | 5  | 5 |        |                   |
| 1 | Bandera de Serbia  | Jelena Janković                        | 7  | 7 |        |                   |
| 2 | Bandera de Bélgica | Yanina Wickmayer                       | 6  | 6 |        |                   |
| 2 | Bandera de Serbia  | Bojana Jovanovski                      | 4  | 4 |        |                   |
| 3 | Bandera de Bélgica | Yanina Wickmayer                       | 6  | 6 |        |                   |
| 3 | Bandera de Serbia  | Aleksandra Krunić                      | 1  | 0 |        |                   |
| 4 | Bandera de Bélgica | Kirsten Flipkens                       | 2  | 4 |        |                   |
| 4 | Bandera de Serbia  | Bojana Jovanovski                      | 6  | 6 |        |                   |
| 5 | Bandera de Bélgica | Alison van Uytvanck - Yanina Wickmayer | 62 | 6 | 1      |                   |
| 5 | Bandera de Serbia  | Bojana Jovanovski - Aleksandra Krunić  | 7  | 4 | 6      |                   |

| | Bandera de Italia  | Italia                          | 3 | 2  | Ucrania | Bandera de Ucrania |
| --- | ------------------ | ------------------------------- | - | -- | ------- | ------------------ |
| Foro Lauretana, Biella, Italia 4 y 5 de febrero de 2012 |                    |                                 |   |    |         |                    |
| \| 1 \| \| Sara Errani \| 6 \| 6 \| \| \| 1 \| \| Kateryna Bondarenko \| 2 \| 3 \| \| \| 2 \| \| Francesca Schiavone \| 1 \| 2 \| \| \| 2 \| \| Lesia Tsurenko \| 6 \| 6 \| \| \| 3 \| \| Francesca Schiavone \| 6 \| 7 \| 6 \| \| 3 \| \| Kateryna Bondarenko \| 7 \| 5 \| 4 \| \| 4 \| \| Sara Errani \| 1 \| 0r \| \| \| 4 \| \| Lesia Tsurenko \| 6 \| 3 \| \| \| 5 \| \| Flavia Pennetta - Roberta Vinci \| 7 \| 0 \| 6 \| \| 5 \| \| Lesia Tsurenko - Olga Savchuk \| 5 \| 6 \| 1 \| |                    |                                 |   |    |         |                    |
| 1 | Bandera de Italia  | Sara Errani                     | 6 | 6  |         |                    |
| 1 | Bandera de Ucrania | Kateryna Bondarenko             | 2 | 3  |         |                    |
| 2 | Bandera de Italia  | Francesca Schiavone             | 1 | 2  |         |                    |
| 2 | Bandera de Ucrania | Lesia Tsurenko                  | 6 | 6  |         |                    |
| 3 | Bandera de Italia  | Francesca Schiavone             | 6 | 7  | 6       |                    |
| 3 | Bandera de Ucrania | Kateryna Bondarenko             | 7 | 5  | 4       |                    |
| 4 | Bandera de Italia  | Sara Errani                     | 1 | 0r |         |                    |
| 4 | Bandera de Ucrania | Lesia Tsurenko                  | 6 | 3  |         |                    |
| 5 | Bandera de Italia  | Flavia Pennetta - Roberta Vinci | 7 | 0  | 6       |                    |
| 5 | Bandera de Ucrania | Lesia Tsurenko - Olga Savchuk   | 5 | 6  | 1       |                    |

| | Bandera de Alemania        | Alemania                                    | 1  | 4  | República Checa | Bandera de República Checa |
| --- | -------------------------- | ------------------------------------------- | -- | -- | --------------- | -------------------------- |
| Porsche-Arena, Stuttgart, Alemania 4 y 5 de febrero de 2012 |                            |                                             |    |    |                 |                            |
| \| 1 \| \| Sabine Lisicki \| 6 \| 4 \| 2 \| \| 1 \| \| Iveta Benešová \| 2 \| 6 \| 6 \| \| 2 \| \| Julia Görges \| 6 \| 3 \| 8 \| \| 2 \| \| Petra Kvitová \| 3 \| 6 \| 10 \| \| 3 \| \| Sabine Lisicki \| 7 \| 4 \| 1 \| \| 3 \| \| Petra Kvitová \| 62 \| 6 \| 6 \| \| 4 \| \| Angelique Kerber \| 6 \| 6 \| \| \| 4 \| \| Lucie Hradecká \| 4 \| 4 \| \| \| 5 \| \| Julia Görges - Anna-Lena Grönefeld \| 62 \| 64 \| \| \| 5 \| \| Iveta Benešová - Barbora Záhlavová-Strýcová \| 6 \| 7 \| \| |                            |                                             |    |    |                 |                            |
| 1 | Bandera de Alemania        | Sabine Lisicki                              | 6  | 4  | 2               |                            |
| 1 | Bandera de República Checa | Iveta Benešová                              | 2  | 6  | 6               |                            |
| 2 | Bandera de Alemania        | Julia Görges                                | 6  | 3  | 8               |                            |
| 2 | Bandera de República Checa | Petra Kvitová                               | 3  | 6  | 10              |                            |
| 3 | Bandera de Alemania        | Sabine Lisicki                              | 7  | 4  | 1               |                            |
| 3 | Bandera de República Checa | Petra Kvitová                               | 62 | 6  | 6               |                            |
| 4 | Bandera de Alemania        | Angelique Kerber                            | 6  | 6  |                 |                            |
| 4 | Bandera de República Checa | Lucie Hradecká                              | 4  | 4  |                 |                            |
| 5 | Bandera de Alemania        | Julia Görges - Anna-Lena Grönefeld          | 62 | 64 |                 |                            |
| 5 | Bandera de República Checa | Iveta Benešová - Barbora Záhlavová-Strýcová | 6  | 7  |                 |                            |

#### Semifinales
| | Bandera de Rusia  | Rusia                                      | 2 | 3 | Serbia | Bandera de Serbia |
| --- | ----------------- | ------------------------------------------ | - | - | ------ | ----------------- |
| Megasport Arena, Moscú, Rusia 21 y 22 de abril de 2012 |                   |                                            |   |   |        |                   |
| \| 1 \| \| Anastasiya Pavliuchenkova \| 4 \| 3 \| \| \| 1 \| \| Jelena Janković \| 6 \| 6 \| \| \| 2 \| \| Svetlana Kuznetsova \| 6 \| 2 \| 6 \| \| 2 \| \| Ana Ivanović \| 2 \| 6 \| 4 \| \| 3 \| \| Anastasiya Pavliuchenkova \| 6 \| 0 \| 3 \| \| 3 \| \| Ana Ivanović \| 3 \| 6 \| 6 \| \| 4 \| \| Svetlana Kuznetsova \| 1 \| 4 \| \| \| 4 \| \| Jelena Janković \| 6 \| 6 \| \| \| 5 \| \| Anastasiya Pavliuchenkova - Yelena Vesnina \| 6 \| 6 \| \| \| 5 \| \| Bojana Jovanovski - Aleksandra Krunić \| 4 \| 0 \| \| |                   |                                            |   |   |        |                   |
| 1 | Bandera de Rusia  | Anastasiya Pavliuchenkova                  | 4 | 3 |        |                   |
| 1 | Bandera de Serbia | Jelena Janković                            | 6 | 6 |        |                   |
| 2 | Bandera de Rusia  | Svetlana Kuznetsova                        | 6 | 2 | 6      |                   |
| 2 | Bandera de Serbia | Ana Ivanović                               | 2 | 6 | 4      |                   |
| 3 | Bandera de Rusia  | Anastasiya Pavliuchenkova                  | 6 | 0 | 3      |                   |
| 3 | Bandera de Serbia | Ana Ivanović                               | 3 | 6 | 6      |                   |
| 4 | Bandera de Rusia  | Svetlana Kuznetsova                        | 1 | 4 |        |                   |
| 4 | Bandera de Serbia | Jelena Janković                            | 6 | 6 |        |                   |
| 5 | Bandera de Rusia  | Anastasiya Pavliuchenkova - Yelena Vesnina | 6 | 6 |        |                   |
| 5 | Bandera de Serbia | Bojana Jovanovski - Aleksandra Krunić      | 4 | 0 |        |                   |

| | Bandera de República Checa | República Checa                    | 4  | 1  | Italia | Bandera de Italia |
| --- | -------------------------- | ---------------------------------- | -- | -- | ------ | ----------------- |
| ČEZ Aréna, Ostrava, República Checa 21 y 22 de abril de 2012 |                            |                                    |    |    |        |                   |
| \| 1 \| \| Lucie Šafářová \| 7 \| 6 \| \| \| 1 \| \| Francesca Schiavone \| 63 \| 1 \| \| \| 2 \| \| Petra Kvitová \| 6 \| 6 \| \| \| 2 \| \| Sara Errani \| 4 \| 3 \| \| \| 3 \| \| Petra Kvitová \| 6 \| 7 \| \| \| 3 \| \| Francesca Schiavone \| 4 \| 61 \| \| \| 4 \| \| Andrea Hlaváčková \| 6 \| 2 \| 2 \| \| 4 \| \| Sara Errani \| 2 \| 6 \| 6 \| \| 5 \| \| Andrea Hlaváčková - Lucie Hradecká \| 5 \| \| \| \| 5 \| \| Sara Errani - Roberta Vinci \| 6r \| \| \| |                            |                                    |    |    |        |                   |
| 1 | Bandera de República Checa | Lucie Šafářová                     | 7  | 6  |        |                   |
| 1 | Bandera de Italia          | Francesca Schiavone                | 63 | 1  |        |                   |
| 2 | Bandera de República Checa | Petra Kvitová                      | 6  | 6  |        |                   |
| 2 | Bandera de Italia          | Sara Errani                        | 4  | 3  |        |                   |
| 3 | Bandera de República Checa | Petra Kvitová                      | 6  | 7  |        |                   |
| 3 | Bandera de Italia          | Francesca Schiavone                | 4  | 61 |        |                   |
| 4 | Bandera de República Checa | Andrea Hlaváčková                  | 6  | 2  | 2      |                   |
| 4 | Bandera de Italia          | Sara Errani                        | 2  | 6  | 6      |                   |
| 5 | Bandera de República Checa | Andrea Hlaváčková - Lucie Hradecká | 5  |    |        |                   |
| 5 | Bandera de Italia          | Sara Errani - Roberta Vinci        | 6r |    |        |                   |

#### Final
| | Bandera de República Checa | República Checa                       | 3 | 1 | Serbia | Bandera de Serbia |
| --- | -------------------------- | ------------------------------------- | - | - | ------ | ----------------- |
| O2 Arena, Praga, República Checa 3 y 4 de noviembre de 2012 |                            |                                       |   |   |        |                   |
| \| 1 \| \| Lucie Šafářová \| 6 \| 6 \| \| \| 1 \| \| Ana Ivanović \| 4 \| 3 \| \| \| 2 \| \| Petra Kvitová \| 6 \| 6 \| \| \| 2 \| \| Jelena Janković \| 4 \| 1 \| \| \| 3 \| \| Petra Kvitová \| 3 \| 5 \| \| \| 3 \| \| Ana Ivanović \| 6 \| 7 \| \| \| 4 \| \| Lucie Šafářová \| 6 \| 6 \| \| \| 4 \| \| Jelena Janković \| 1 \| 1 \| \| \| 5 \| \| Andrea Hlaváčková - Lucie Hradecká \| \| \| \| \| 5 \| Bojana Jovanovski - Aleksandra Krunić \| \| \| \| \| |                            |                                       |   |   |        |                   |
| 1 | Bandera de República Checa | Lucie Šafářová                        | 6 | 6 |        |                   |
| 1 | Bandera de Serbia          | Ana Ivanović                          | 4 | 3 |        |                   |
| 2 | Bandera de República Checa | Petra Kvitová                         | 6 | 6 |        |                   |
| 2 | Bandera de Serbia          | Jelena Janković                       | 4 | 1 |        |                   |
| 3 | Bandera de República Checa | Petra Kvitová                         | 3 | 5 |        |                   |
| 3 | Bandera de Serbia          | Ana Ivanović                          | 6 | 7 |        |                   |
| 4 | Bandera de República Checa | Lucie Šafářová                        | 6 | 6 |        |                   |
| 4 | Bandera de Serbia          | Jelena Janković                       | 1 | 1 |        |                   |
| 5 | Bandera de República Checa | Andrea Hlaváčková - Lucie Hradecká    |   |   |        |                   |
| 5 | Bandera de Serbia          | Bojana Jovanovski - Aleksandra Krunić |   |   |        |                   |

| República Checa                        |
| Campeón República Checa Séptimo título |

## Grupo Mundial II

### Equipos participantes
| Equipos participantes en el Grupo Mundial II de 2012 | Equipos participantes en el Grupo Mundial II de 2012 | Equipos participantes en el Grupo Mundial II de 2012 | Equipos participantes en el Grupo Mundial II de 2012 | Equipos participantes en el Grupo Mundial II de 2012 | Equipos participantes en el Grupo Mundial II de 2012 | Equipos participantes en el Grupo Mundial II de 2012 | Equipos participantes en el Grupo Mundial II de 2012 |
| Australia                                            | Bielorrusia                                          | Estados Unidos                                       | Eslovaquia                                           | Eslovenia                                            | Francia                                              | Japón                                                | Suiza                                                |
| ---------------------------------------------------- | ---------------------------------------------------- | ---------------------------------------------------- | ---------------------------------------------------- | ---------------------------------------------------- | ---------------------------------------------------- | ---------------------------------------------------- | ---------------------------------------------------- |

### Sorteo
- El sorteo del Grupo Mundial II para la Fed Cup 2012 se realizó el 17 de julio de 2011 en la ciudad de Kobe, Japón.

Cabezas de serie
1. Estados Unidos
2. Australia
3. Eslovaquia
4. Japón

### Eliminatorias
| | Bandera de Estados Unidos | Estados Unidos                      | 5 | 0 | Bielorrusia | Bandera de Bielorrusia |
| --- | ------------------------- | ----------------------------------- | - | - | ----------- | ---------------------- |
| DCU Center, Worcester, Estados Unidos 4 y 5 de febrero de 2012 |                           |                                     |   |   |             |                        |
| \| 1 \| \| Christina McHale \| 6 \| 6 \| \| \| 1 \| \| Anastasiya Yakimova \| 0 \| 4 \| \| \| 2 \| \| Serena Williams \| 7 \| 6 \| \| \| 2 \| \| Olga Govortsova \| 5 \| 0 \| \| \| 3 \| \| Serena Williams \| 5 \| 6 \| 6 \| \| 3 \| \| Olga Govortsova \| 7 \| 1 \| 1 \| \| 4 \| \| Christina McHale \| 6 \| 6 \| \| \| 4 \| \| Darya Kustova \| 0 \| 1 \| \| \| 5 \| \| Liezel Huber - Venus Williams \| 6 \| 6 \| \| \| 5 \| \| Darya Kustova - Anastasiya Yakimova \| 1 \| 2 \| \| |                           |                                     |   |   |             |                        |
| 1 | Bandera de Estados Unidos | Christina McHale                    | 6 | 6 |             |                        |
| 1 | Bandera de Bielorrusia    | Anastasiya Yakimova                 | 0 | 4 |             |                        |
| 2 | Bandera de Estados Unidos | Serena Williams                     | 7 | 6 |             |                        |
| 2 | Bandera de Bielorrusia    | Olga Govortsova                     | 5 | 0 |             |                        |
| 3 | Bandera de Estados Unidos | Serena Williams                     | 5 | 6 | 6           |                        |
| 3 | Bandera de Bielorrusia    | Olga Govortsova                     | 7 | 1 | 1           |                        |
| 4 | Bandera de Estados Unidos | Christina McHale                    | 6 | 6 |             |                        |
| 4 | Bandera de Bielorrusia    | Darya Kustova                       | 0 | 1 |             |                        |
| 5 | Bandera de Estados Unidos | Liezel Huber - Venus Williams       | 6 | 6 |             |                        |
| 5 | Bandera de Bielorrusia    | Darya Kustova - Anastasiya Yakimova | 1 | 2 |             |                        |

| | Bandera de Japón     | Japón                        | 5 | 0 | Eslovenia | Bandera de Eslovenia |
| --- | -------------------- | ---------------------------- | - | - | --------- | -------------------- |
| Ariake Coliseum, Tokio, Japón 4 y 5 de febrero de 2012 |                      |                              |   |   |           |                      |
| \| 1 \| \| Kimiko Date-Krumm \| 2 \| 6 \| 6 \| \| 1 \| \| Polona Hercog \| 6 \| 4 \| 4 \| \| 2 \| \| Ayumi Morita \| 2 \| 6 \| 6 \| \| 2 \| \| Nastja Kolar \| 6 \| 4 \| 3 \| \| 3 \| \| Ayumi Morita \| 3 \| 7 \| 6 \| \| 3 \| \| Polona Hercog \| 6 \| 6 \| 1 \| \| 4 \| \| Kurumi Nara \| 6 \| 6 \| \| \| 4 \| \| Petra Rampre \| 4 \| 4 \| \| \| 5 \| \| Rika Fujiwara - Ayumi Morita \| 6 \| 5 \| 6 \| \| 5 \| \| Nastja Kolar - Petra Rampre \| 3 \| 7 \| 0 \| |                      |                              |   |   |           |                      |
| 1 | Bandera de Japón     | Kimiko Date-Krumm            | 2 | 6 | 6         |                      |
| 1 | Bandera de Eslovenia | Polona Hercog                | 6 | 4 | 4         |                      |
| 2 | Bandera de Japón     | Ayumi Morita                 | 2 | 6 | 6         |                      |
| 2 | Bandera de Eslovenia | Nastja Kolar                 | 6 | 4 | 3         |                      |
| 3 | Bandera de Japón     | Ayumi Morita                 | 3 | 7 | 6         |                      |
| 3 | Bandera de Eslovenia | Polona Hercog                | 6 | 6 | 1         |                      |
| 4 | Bandera de Japón     | Kurumi Nara                  | 6 | 6 |           |                      |
| 4 | Bandera de Eslovenia | Petra Rampre                 | 4 | 4 |           |                      |
| 5 | Bandera de Japón     | Rika Fujiwara - Ayumi Morita | 6 | 5 | 6         |                      |
| 5 | Bandera de Eslovenia | Nastja Kolar - Petra Rampre  | 3 | 7 | 0         |                      |

| | Bandera de Eslovaquia | Eslovaquia                             | 3 | 2 | Francia | Bandera de Francia |
| --- | --------------------- | -------------------------------------- | - | - | ------- | ------------------ |
| Sibamac Center, Bratislava, Eslovaquia 4 y 5 de febrero de 2012 |                       |                                        |   |   |         |                    |
| \| 1 \| \| Daniela Hantuchová \| 5 \| 6 \| 9 \| \| 1 \| \| Pauline Parmentier \| 7 \| 1 \| 7 \| \| 2 \| \| Dominika Cibulková \| 4 \| 4 \| \| \| 2 \| \| Virginie Razzano \| 6 \| 6 \| \| \| 3 \| \| Dominika Cibulková \| 6 \| 6 \| \| \| 3 \| \| Pauline Parmentier \| 4 \| 3 \| \| \| 4 \| \| Daniela Hantuchová \| 6 \| 6 \| \| \| 4 \| \| Alizé Cornet \| 3 \| 4 \| \| \| 5 \| \| Jana Čepelová - Magdaléna Rybáriková \| 1 \| 2 \| \| \| 5 \| \| Kristina Mladenovic - Virginie Razzano \| 6 \| 6 \| \| |                       |                                        |   |   |         |                    |
| 1 | Bandera de Eslovaquia | Daniela Hantuchová                     | 5 | 6 | 9       |                    |
| 1 | Bandera de Francia    | Pauline Parmentier                     | 7 | 1 | 7       |                    |
| 2 | Bandera de Eslovaquia | Dominika Cibulková                     | 4 | 4 |         |                    |
| 2 | Bandera de Francia    | Virginie Razzano                       | 6 | 6 |         |                    |
| 3 | Bandera de Eslovaquia | Dominika Cibulková                     | 6 | 6 |         |                    |
| 3 | Bandera de Francia    | Pauline Parmentier                     | 4 | 3 |         |                    |
| 4 | Bandera de Eslovaquia | Daniela Hantuchová                     | 6 | 6 |         |                    |
| 4 | Bandera de Francia    | Alizé Cornet                           | 3 | 4 |         |                    |
| 5 | Bandera de Eslovaquia | Jana Čepelová - Magdaléna Rybáriková   | 1 | 2 |         |                    |
| 5 | Bandera de Francia    | Kristina Mladenovic - Virginie Razzano | 6 | 6 |         |                    |

| | Bandera de Suiza     | Suiza                           | 1 | 4  | Australia | Bandera de Australia |
| --- | -------------------- | ------------------------------- | - | -- | --------- | -------------------- |
| Foro Fribourg, Granges-Paccot, Suiza 4 y 5 de febrero de 2012 |                      |                                 |   |    |           |                      |
| \| 1 \| \| Timea Bacsinszky \| 2 \| 5 \| \| \| 1 \| \| Samantha Stosur \| 6 \| 7 \| \| \| 2 \| \| Stefanie Vögele \| 6 \| 68 \| 8 \| \| 2 \| \| Jarmila Gajdošová \| 0 \| 7 \| 6 \| \| 3 \| \| Stefanie Vögele \| 3 \| 2 \| \| \| 3 \| \| Samantha Stosur \| 6 \| 6 \| \| \| 4 \| \| Amra Sadiković \| 3 \| 6 \| 6 \| \| 4 \| \| Jarmila Gajdošová \| 6 \| 3 \| 8 \| \| 5 \| \| Belinda Bencic - Amra Sadiković \| 5 \| 4 \| \| \| 5 \| \| Casey Dellacqua - Jelena Dokić \| 7 \| 6 \| \| |                      |                                 |   |    |           |                      |
| 1 | Bandera de Suiza     | Timea Bacsinszky                | 2 | 5  |           |                      |
| 1 | Bandera de Australia | Samantha Stosur                 | 6 | 7  |           |                      |
| 2 | Bandera de Suiza     | Stefanie Vögele                 | 6 | 68 | 8         |                      |
| 2 | Bandera de Australia | Jarmila Gajdošová               | 0 | 7  | 6         |                      |
| 3 | Bandera de Suiza     | Stefanie Vögele                 | 3 | 2  |           |                      |
| 3 | Bandera de Australia | Samantha Stosur                 | 6 | 6  |           |                      |
| 4 | Bandera de Suiza     | Amra Sadiković                  | 3 | 6  | 6         |                      |
| 4 | Bandera de Australia | Jarmila Gajdošová               | 6 | 3  | 8         |                      |
| 5 | Bandera de Suiza     | Belinda Bencic - Amra Sadiković | 5 | 4  |           |                      |
| 5 | Bandera de Australia | Casey Dellacqua - Jelena Dokić  | 7 | 6  |           |                      |

## Grupos regionales
Cada grupo de los distintos continentes poseen distintas categorías. Sólo el Grupo I busca el ascenso al Grupo Mundial II, mientras que el Grupo II compite por ascender al Grupo I al año siguiente y el Grupo III, lo propio con el Grupo II.

### Europa/África

#### Grupo I
Todas las series de este grupo fueron jugadas en el Municipal Tennis Club, situado en Eilat, Israel entre el 1 y 4 de febrero.
Se divide a las quince naciones participantes en cuatro grupos, Grupo A (3 países), B, C y D (4 países cada uno). Los ganadores de los grupos A y C, y los de los grupos B y D jugaron una serie entre sí para determinar cuales serían los dos países que jugarían la repesca para ascender al Grupo Mundial II en 2013, mientras que los segundos y terceros (excepto en el Grupo A) para definir las posiciones finales de la zona.
Los últimos lugares de los cuatro grupos jugaron repescas, donde los dos perdedores descendieron al Grupo II de la Zona de Europa/África en 2013.

##### Grupo A
| Equipo   | Series ganadas | Series perdidas | Puntos ganados | Puntos perdidos | Sets ganados | Sets perdidos |
| -------- | -------------- | --------------- | -------------- | --------------- | ------------ | ------------- |
| Austria  | 2              | 0               | 4              | 2               | 9            | 4             |
| Bulgaria | 1              | 1               | 4              | 2               | 8            | 5             |
| Estonia  | 0              | 2               | 1              | 5               | 2            | 10            |

| | Bandera de Bulgaria | Bulgaria                          | 3 | 0 | Estonia | Bandera de Estonia |
| --- | ------------------- | --------------------------------- | - | - | ------- | ------------------ |
| Municipal Tennis Club, Eliat, Israel 1 de febrero de 2012 |                     |                                   |   |   |         |                    |
| \| 1 \| \| Elitsa Kostova \| 6 \| 6 \| \| \| 1 \| \| Margit Ruutel \| 2 \| 1 \| \| \| 2 \| \| Tsvetana Pironkova \| 6 \| 6 \| \| \| 2 \| \| Anett Kontaveit \| 3 \| 1 \| \| \| 3 \| \| Dia Evtimova - Tsvetana Pironkova \| 6 \| 6 \| \| \| 3 \| \| Eva Paalma - Tatjana Vorobjova \| 0 \| 1 \| \| |                     |                                   |   |   |         |                    |
| 1 | Bandera de Bulgaria | Elitsa Kostova                    | 6 | 6 |         |                    |
| 1 | Bandera de Estonia  | Margit Ruutel                     | 2 | 1 |         |                    |
| 2 | Bandera de Bulgaria | Tsvetana Pironkova                | 6 | 6 |         |                    |
| 2 | Bandera de Estonia  | Anett Kontaveit                   | 3 | 1 |         |                    |
| 3 | Bandera de Bulgaria | Dia Evtimova - Tsvetana Pironkova | 6 | 6 |         |                    |
| 3 | Bandera de Estonia  | Eva Paalma - Tatjana Vorobjova    | 0 | 1 |         |                    |

| | Bandera de Austria | Austria                             | 2 | 1  | Estonia | Bandera de Estonia |
| --- | ------------------ | ----------------------------------- | - | -- | ------- | ------------------ |
| Municipal Tennis Club, Eliat, Israel 2 de febrero de 2012 |                    |                                     |   |    |         |                    |
| \| 1 \| \| Patricia Mayr-Achleitner \| 6 \| 6 \| \| \| 1 \| \| Tatjana Vorobjova \| 0 \| 0 \| \| \| 2 \| \| Tamira Paszek \| 4 \| 63 \| \| \| 2 \| \| Anett Kontaveit \| 6 \| 7 \| \| \| 3 \| \| Sandra Klemenschits - Tamira Paszek \| 6 \| 6 \| \| \| 3 \| \| Anett Kontaveit - Tatjana Vorobjova \| 4 \| 4 \| \| |                    |                                     |   |    |         |                    |
| 1 | Bandera de Austria | Patricia Mayr-Achleitner            | 6 | 6  |         |                    |
| 1 | Bandera de Estonia | Tatjana Vorobjova                   | 0 | 0  |         |                    |
| 2 | Bandera de Austria | Tamira Paszek                       | 4 | 63 |         |                    |
| 2 | Bandera de Estonia | Anett Kontaveit                     | 6 | 7  |         |                    |
| 3 | Bandera de Austria | Sandra Klemenschits - Tamira Paszek | 6 | 6  |         |                    |
| 3 | Bandera de Estonia | Anett Kontaveit - Tatjana Vorobjova | 4 | 4  |         |                    |

| | Bandera de Austria  | Austria                                      | 2 | 1 | Bulgaria | Bandera de Bulgaria |
| --- | ------------------- | -------------------------------------------- | - | - | -------- | ------------------- |
| Municipal Tennis Club, Eliat, Israel 3 de febrero de 2012 |                     |                                              |   |   |          |                     |
| \| 1 \| \| Patricia Mayr-Achleitner \| 6 \| 6 \| \| \| 1 \| \| Elitsa Kostova \| 3 \| 3 \| \| \| 2 \| \| Tamira Paszek \| 3 \| 6 \| 1 \| \| 2 \| \| Tsvetana Pironkova \| 6 \| 1 \| 6 \| \| 3 \| \| Yvonne Meusburger - Patricia Mayr-Achleitner \| 6 \| 6 \| \| \| 3 \| \| Dia Evtimova - Tsvetana Pironkova \| 1 \| 2 \| \| |                     |                                              |   |   |          |                     |
| 1 | Bandera de Austria  | Patricia Mayr-Achleitner                     | 6 | 6 |          |                     |
| 1 | Bandera de Bulgaria | Elitsa Kostova                               | 3 | 3 |          |                     |
| 2 | Bandera de Austria  | Tamira Paszek                                | 3 | 6 | 1        |                     |
| 2 | Bandera de Bulgaria | Tsvetana Pironkova                           | 6 | 1 | 6        |                     |
| 3 | Bandera de Austria  | Yvonne Meusburger - Patricia Mayr-Achleitner | 6 | 6 |          |                     |
| 3 | Bandera de Bulgaria | Dia Evtimova - Tsvetana Pironkova            | 1 | 2 |          |                     |

##### Grupo B
| Equipo               | Series ganadas | Series perdidas | Puntos ganados | Puntos perdidos | Sets ganados | Sets perdidos |
| -------------------- | -------------- | --------------- | -------------- | --------------- | ------------ | ------------- |
| Suecia               | 3              | 0               | 7              | 2               | 14           | 5             |
| Hungría              | 2              | 1               | 6              | 3               | 13           | 7             |
| Bosnia y Herzegovina | 1              | 2               | 4              | 5               | 9            | 11            |
| Grecia               | 0              | 3               | 1              | 8               | 3            | 16            |

| | Bandera de Suecia               | Suecia                            | 3 | 0 | Bosnia y Herzegovina | Bandera de Bosnia y Herzegovina |
| --- | ------------------------------- | --------------------------------- | - | - | -------------------- | ------------------------------- |
| Municipal Tennis Club, Eliat, Israel 1 de febrero de 2012 |                                 |                                   |   |   |                      |                                 |
| \| 1 \| \| Sofia Arvidsson \| 6 \| 6 \| \| \| 1 \| \| Jelena Stanivuk \| 1 \| 0 \| \| \| 2 \| \| Johanna Larsson \| 6 \| 6 \| \| \| 2 \| \| Anita Husarić \| 2 \| 1 \| \| \| 3 \| \| Sofia Arvidsson - Johanna Larsson \| 6 \| 6 \| \| \| 3 \| \| Jelena Stanivuk - Jasmina Tinjić \| 2 \| 3 \| \| |                                 |                                   |   |   |                      |                                 |
| 1 | Bandera de Suecia               | Sofia Arvidsson                   | 6 | 6 |                      |                                 |
| 1 | Bandera de Bosnia y Herzegovina | Jelena Stanivuk                   | 1 | 0 |                      |                                 |
| 2 | Bandera de Suecia               | Johanna Larsson                   | 6 | 6 |                      |                                 |
| 2 | Bandera de Bosnia y Herzegovina | Anita Husarić                     | 2 | 1 |                      |                                 |
| 3 | Bandera de Suecia               | Sofia Arvidsson - Johanna Larsson | 6 | 6 |                      |                                 |
| 3 | Bandera de Bosnia y Herzegovina | Jelena Stanivuk - Jasmina Tinjić  | 2 | 3 |                      |                                 |

| | Bandera de Hungría | Hungría                             | 3 | 0 | Grecia | Bandera de Grecia |
| --- | ------------------ | ----------------------------------- | - | - | ------ | ----------------- |
| Municipal Tennis Club, Eliat, Israel 1 de febrero de 2012 |                    |                                     |   |   |        |                   |
| \| 1 \| \| Réka-Luca Jani \| 6 \| 7 \| \| \| 1 \| \| Maria Sakkari \| 4 \| 5 \| \| \| 2 \| \| Tímea Babos \| 6 \| 6 \| \| \| 2 \| \| Despina Papamichail \| 4 \| 0 \| \| \| 3 \| \| Tímea Babos - Katalin Marosi \| 6 \| 6 \| \| \| 3 \| \| Despina Papamichail - Agni Stefanou \| 2 \| 4 \| \| |                    |                                     |   |   |        |                   |
| 1 | Bandera de Hungría | Réka-Luca Jani                      | 6 | 7 |        |                   |
| 1 | Bandera de Grecia  | Maria Sakkari                       | 4 | 5 |        |                   |
| 2 | Bandera de Hungría | Tímea Babos                         | 6 | 6 |        |                   |
| 2 | Bandera de Grecia  | Despina Papamichail                 | 4 | 0 |        |                   |
| 3 | Bandera de Hungría | Tímea Babos - Katalin Marosi        | 6 | 6 |        |                   |
| 3 | Bandera de Grecia  | Despina Papamichail - Agni Stefanou | 2 | 4 |        |                   |

| | Bandera de Bosnia y Herzegovina | Bosnia y Herzegovina                | 3 | 0 | Grecia | Bandera de Grecia |
| --- | ------------------------------- | ----------------------------------- | - | - | ------ | ----------------- |
| Municipal Tennis Club, Eliat, Israel 2 de febrero de 2012 |                                 |                                     |   |   |        |                   |
| \| 1 \| \| Anita Husarić \| 6 \| 6 \| \| \| 1 \| \| Maria Sakkari \| 4 \| 4 \| \| \| 2 \| \| Jasmina Tinjić \| 7 \| 6 \| \| \| 2 \| \| Despina Papamichail \| 6 \| 2 \| \| \| 3 \| \| Jelena Stanivuk - Jasmina Tinjić \| 6 \| 5 \| 6 \| \| 3 \| \| Despina Papamichail - Maria Sakkari \| 4 \| 7 \| 0 \| |                                 |                                     |   |   |        |                   |
| 1 | Bandera de Bosnia y Herzegovina | Anita Husarić                       | 6 | 6 |        |                   |
| 1 | Bandera de Grecia               | Maria Sakkari                       | 4 | 4 |        |                   |
| 2 | Bandera de Bosnia y Herzegovina | Jasmina Tinjić                      | 7 | 6 |        |                   |
| 2 | Bandera de Grecia               | Despina Papamichail                 | 6 | 2 |        |                   |
| 3 | Bandera de Bosnia y Herzegovina | Jelena Stanivuk - Jasmina Tinjić    | 6 | 5 | 6      |                   |
| 3 | Bandera de Grecia               | Despina Papamichail - Maria Sakkari | 4 | 7 | 0      |                   |

| | Bandera de Suecia  | Suecia                            | 2  | 1 | Hungría | Bandera de Hungría |
| --- | ------------------ | --------------------------------- | -- | - | ------- | ------------------ |
| Municipal Tennis Club, Eliat, Israel 2 de febrero de 2012 |                    |                                   |    |   |         |                    |
| \| 1 \| \| Sofia Arvidsson \| 6 \| 6 \| \| \| 1 \| \| Réka-Luca Jani \| 4 \| 3 \| \| \| 2 \| \| Johanna Larsson \| 5 \| 5 \| \| \| 2 \| \| Tímea Babos \| 7 \| 7 \| \| \| 3 \| \| Sofia Arvidsson - Johanna Larsson \| 7 \| 2 \| 6 \| \| 3 \| \| Tímea Babos - Réka-Luca Jani \| 69 \| 6 \| 4 \| |                    |                                   |    |   |         |                    |
| 1 | Bandera de Suecia  | Sofia Arvidsson                   | 6  | 6 |         |                    |
| 1 | Bandera de Hungría | Réka-Luca Jani                    | 4  | 3 |         |                    |
| 2 | Bandera de Suecia  | Johanna Larsson                   | 5  | 5 |         |                    |
| 2 | Bandera de Hungría | Tímea Babos                       | 7  | 7 |         |                    |
| 3 | Bandera de Suecia  | Sofia Arvidsson - Johanna Larsson | 7  | 2 | 6       |                    |
| 3 | Bandera de Hungría | Tímea Babos - Réka-Luca Jani      | 69 | 6 | 4       |                    |

| | Bandera de Suecia | Suecia                              | 2 | 1 | Grecia | Bandera de Grecia |
| --- | ----------------- | ----------------------------------- | - | - | ------ | ----------------- |
| Municipal Tennis Club, Eliat, Israel 3 de febrero de 2012 |                   |                                     |   |   |        |                   |
| \| 1 \| \| Ellen Allgurin \| 6 \| 6 \| \| \| 1 \| \| Maria Sakkari \| 1 \| 2 \| \| \| 2 \| \| Hilda Melander \| 4 \| 4 \| \| \| 2 \| \| Despina Papamichail \| 6 \| 6 \| \| \| 3 \| \| Ellen Allgurin - Hilda Melander \| 6 \| 6 \| \| \| 3 \| \| Despina Papamichail - Agni Stefanou \| 1 \| 2 \| \| |                   |                                     |   |   |        |                   |
| 1 | Bandera de Suecia | Ellen Allgurin                      | 6 | 6 |        |                   |
| 1 | Bandera de Grecia | Maria Sakkari                       | 1 | 2 |        |                   |
| 2 | Bandera de Suecia | Hilda Melander                      | 4 | 4 |        |                   |
| 2 | Bandera de Grecia | Despina Papamichail                 | 6 | 6 |        |                   |
| 3 | Bandera de Suecia | Ellen Allgurin - Hilda Melander     | 6 | 6 |        |                   |
| 3 | Bandera de Grecia | Despina Papamichail - Agni Stefanou | 1 | 2 |        |                   |

| | Bandera de Hungría              | Hungría                          | 2 | 1 | Bosnia y Herzegovina | Bandera de Bosnia y Herzegovina |
| --- | ------------------------------- | -------------------------------- | - | - | -------------------- | ------------------------------- |
| Municipal Tennis Club, Eliat, Israel 3 de febrero de 2012 |                                 |                                  |   |   |                      |                                 |
| \| 1 \| \| Réka-Luca Jani \| 6 \| 7 \| \| \| 1 \| \| Anita Husarić \| 4 \| 5 \| \| \| 2 \| \| Tímea Babos \| 4 \| 2 \| \| \| 2 \| \| Jasmina Tinjić \| 6 \| 6 \| \| \| 3 \| \| Tímea Babos - Réka-Luca Jani \| 6 \| 6 \| \| \| 3 \| \| Jelena Stanivuk - Jasmina Tinjić \| 1 \| 4 \| \| |                                 |                                  |   |   |                      |                                 |
| 1 | Bandera de Hungría              | Réka-Luca Jani                   | 6 | 7 |                      |                                 |
| 1 | Bandera de Bosnia y Herzegovina | Anita Husarić                    | 4 | 5 |                      |                                 |
| 2 | Bandera de Hungría              | Tímea Babos                      | 4 | 2 |                      |                                 |
| 2 | Bandera de Bosnia y Herzegovina | Jasmina Tinjić                   | 6 | 6 |                      |                                 |
| 3 | Bandera de Hungría              | Tímea Babos - Réka-Luca Jani     | 6 | 6 |                      |                                 |
| 3 | Bandera de Bosnia y Herzegovina | Jelena Stanivuk - Jasmina Tinjić | 1 | 4 |                      |                                 |

##### Grupo C
| Equipo       | Series ganadas | Series perdidas | Puntos ganados | Puntos perdidos | Sets ganados | Sets perdidos |
| ------------ | -------------- | --------------- | -------------- | --------------- | ------------ | ------------- |
| Reino Unido  | 3              | 0               | 8              | 1               | 17           | 2             |
| Portugal     | 2              | 1               | 4              | 5               | 8            | 12            |
| Israel       | 1              | 2               | 3              | 6               | 7            | 14            |
| Países Bajos | 0              | 3               | 3              | 6               | 9            | 13            |

| | Bandera de Israel           | Israel                               | 2  | 1  | Países Bajos | Bandera de los Países Bajos |
| --- | --------------------------- | ------------------------------------ | -- | -- | ------------ | --------------------------- |
| Municipal Tennis Club, Eliat, Israel 1 de febrero de 2012 |                             |                                      |    |    |              |                             |
| \| 1 \| \| Julia Glushko \| 3 \| 5 \| \| \| 1 \| \| Bibiane Schoofs \| 6 \| 7 \| \| \| 2 \| \| Shahar Pe'er \| 5 \| 7 \| 6 \| \| 2 \| \| Michaëlla Krajicek \| 7 \| 65 \| 1 \| \| 3 \| \| Julia Glushko - Shahar Pe'er \| 7 \| 2 \| 6 \| \| 3 \| \| Michaëlla Krajicek - Bibiane Schoofs \| 63 \| 6 \| 3 \| |                             |                                      |    |    |              |                             |
| 1 | Bandera de Israel           | Julia Glushko                        | 3  | 5  |              |                             |
| 1 | Bandera de los Países Bajos | Bibiane Schoofs                      | 6  | 7  |              |                             |
| 2 | Bandera de Israel           | Shahar Pe'er                         | 5  | 7  | 6            |                             |
| 2 | Bandera de los Países Bajos | Michaëlla Krajicek                   | 7  | 65 | 1            |                             |
| 3 | Bandera de Israel           | Julia Glushko - Shahar Pe'er         | 7  | 2  | 6            |                             |
| 3 | Bandera de los Países Bajos | Michaëlla Krajicek - Bibiane Schoofs | 63 | 6  | 3            |                             |

| | Bandera del Reino Unido | Reino Unido                                   | 3 | 0 | Portugal | Bandera de Portugal |
| --- | ----------------------- | --------------------------------------------- | - | - | -------- | ------------------- |
| Municipal Tennis Club, Eliat, Israel 1 de febrero de 2012 |                         |                                               |   |   |          |                     |
| \| 1 \| \| Anne Keothavong \| 6 \| 6 \| \| \| 1 \| \| Maria João Köhler \| 3 \| 4 \| \| \| 2 \| \| Elena Baltacha \| 6 \| 6 \| \| \| 2 \| \| Michelle Larcher de Brito \| 2 \| 3 \| \| \| 3 \| \| Laura Robson - Heather Watson \| 7 \| 6 \| \| \| 3 \| \| Maria João Köhler - Michelle Larcher de Brito \| 5 \| 0 \| \| |                         |                                               |   |   |          |                     |
| 1 | Bandera del Reino Unido | Anne Keothavong                               | 6 | 6 |          |                     |
| 1 | Bandera de Portugal     | Maria João Köhler                             | 3 | 4 |          |                     |
| 2 | Bandera del Reino Unido | Elena Baltacha                                | 6 | 6 |          |                     |
| 2 | Bandera de Portugal     | Michelle Larcher de Brito                     | 2 | 3 |          |                     |
| 3 | Bandera del Reino Unido | Laura Robson - Heather Watson                 | 7 | 6 |          |                     |
| 3 | Bandera de Portugal     | Maria João Köhler - Michelle Larcher de Brito | 5 | 0 |          |                     |

| | Bandera del Reino Unido     | Reino Unido                    | 2 | 1  | Países Bajos | Bandera de los Países Bajos |
| --- | --------------------------- | ------------------------------ | - | -- | ------------ | --------------------------- |
| Municipal Tennis Club, Eliat, Israel 2 de febrero de 2012 |                             |                                |   |    |              |                             |
| \| 1 \| \| Anne Keothavong \| 3 \| 7 \| 3 \| \| 1 \| \| Bibiane Schoofs \| 6 \| 63 \| 6 \| \| 2 \| \| Elena Baltacha \| 6 \| 6 \| \| \| 2 \| \| Michaëlla Krajicek \| 3 \| 3 \| \| \| 3 \| \| Laura Robson - Heather Watson \| 7 \| 7 \| \| \| 3 \| \| Kiki Bertens - Bibiane Schoofs \| 5 \| 65 \| \| |                             |                                |   |    |              |                             |
| 1 | Bandera del Reino Unido     | Anne Keothavong                | 3 | 7  | 3            |                             |
| 1 | Bandera de los Países Bajos | Bibiane Schoofs                | 6 | 63 | 6            |                             |
| 2 | Bandera del Reino Unido     | Elena Baltacha                 | 6 | 6  |              |                             |
| 2 | Bandera de los Países Bajos | Michaëlla Krajicek             | 3 | 3  |              |                             |
| 3 | Bandera del Reino Unido     | Laura Robson - Heather Watson  | 7 | 7  |              |                             |
| 3 | Bandera de los Países Bajos | Kiki Bertens - Bibiane Schoofs | 5 | 65 |              |                             |

| | Bandera de Israel   | Israel                                        | 1 | 2 | Portugal | Bandera de Portugal |
| --- | ------------------- | --------------------------------------------- | - | - | -------- | ------------------- |
| Municipal Tennis Club, Eliat, Israel 2 de febrero de 2012 |                     |                                               |   |   |          |                     |
| \| 1 \| \| Julia Glushko \| 6 \| 6 \| \| \| 1 \| \| Maria João Köhler \| 2 \| 4 \| \| \| 2 \| \| Shahar Pe'er \| 1 \| 2 \| \| \| 2 \| \| Michelle Larcher de Brito \| 6 \| 6 \| \| \| 3 \| \| Julia Glushko - Shahar Pe'er \| 2 \| 6 \| 1 \| \| 3 \| \| Maria João Köhler - Michelle Larcher de Brito \| 6 \| 4 \| 6 \| |                     |                                               |   |   |          |                     |
| 1 | Bandera de Israel   | Julia Glushko                                 | 6 | 6 |          |                     |
| 1 | Bandera de Portugal | Maria João Köhler                             | 2 | 4 |          |                     |
| 2 | Bandera de Israel   | Shahar Pe'er                                  | 1 | 2 |          |                     |
| 2 | Bandera de Portugal | Michelle Larcher de Brito                     | 6 | 6 |          |                     |
| 3 | Bandera de Israel   | Julia Glushko - Shahar Pe'er                  | 2 | 6 | 1        |                     |
| 3 | Bandera de Portugal | Maria João Köhler - Michelle Larcher de Brito | 6 | 4 | 6        |                     |

| | Bandera de Portugal         | Portugal                      | 2 | 1 | Países Bajos | Bandera de los Países Bajos |
| --- | --------------------------- | ----------------------------- | - | - | ------------ | --------------------------- |
| Municipal Tennis Club, Eliat, Israel 3 de febrero de 2012 |                             |                               |   |   |              |                             |
| \| 1 \| \| Maria João Köhler \| 7 \| 4 \| 6 \| \| 1 \| \| Bibiane Schoofs \| 5 \| 6 \| 2 \| \| 2 \| \| Michelle Larcher de Brito \| 6 \| 6 \| \| \| 2 \| \| Michaëlla Krajicek \| 1 \| 2 \| \| \| 3 \| \| Bárbara Luz - Margarida Moura \| 3 \| 0 \| \| \| 3 \| \| Kiki Bertens - Demi Schuurs \| 6 \| 6 \| \| |                             |                               |   |   |              |                             |
| 1 | Bandera de Portugal         | Maria João Köhler             | 7 | 4 | 6            |                             |
| 1 | Bandera de los Países Bajos | Bibiane Schoofs               | 5 | 6 | 2            |                             |
| 2 | Bandera de Portugal         | Michelle Larcher de Brito     | 6 | 6 |              |                             |
| 2 | Bandera de los Países Bajos | Michaëlla Krajicek            | 1 | 2 |              |                             |
| 3 | Bandera de Portugal         | Bárbara Luz - Margarida Moura | 3 | 0 |              |                             |
| 3 | Bandera de los Países Bajos | Kiki Bertens - Demi Schuurs   | 6 | 6 |              |                             |

| | Bandera de Israel       | Israel                        | 0 | 3 | Reino Unido | Bandera del Reino Unido |
| --- | ----------------------- | ----------------------------- | - | - | ----------- | ----------------------- |
| Municipal Tennis Club, Eliat, Israel 3 de febrero de 2012 |                         |                               |   |   |             |                         |
| \| 1 \| \| Julia Glushko \| 2 \| 1 \| \| \| 1 \| \| Anne Keothavong \| 6 \| 6 \| \| \| 2 \| \| Shahar Pe'er \| 4 \| 3 \| \| \| 2 \| \| Elena Baltacha \| 6 \| 6 \| \| \| 3 \| \| Julia Glushko - Keren Shlomo \| 2 \| 1 \| \| \| 3 \| \| Laura Robson - Heather Watson \| 6 \| 6 \| \| |                         |                               |   |   |             |                         |
| 1 | Bandera de Israel       | Julia Glushko                 | 2 | 1 |             |                         |
| 1 | Bandera del Reino Unido | Anne Keothavong               | 6 | 6 |             |                         |
| 2 | Bandera de Israel       | Shahar Pe'er                  | 4 | 3 |             |                         |
| 2 | Bandera del Reino Unido | Elena Baltacha                | 6 | 6 |             |                         |
| 3 | Bandera de Israel       | Julia Glushko - Keren Shlomo  | 2 | 1 |             |                         |
| 3 | Bandera del Reino Unido | Laura Robson - Heather Watson | 6 | 6 |             |                         |

##### Grupo D
| Equipo     | Series ganadas | Series perdidas | Puntos ganados | Puntos perdidos | Sets ganados | Sets perdidos |
| ---------- | -------------- | --------------- | -------------- | --------------- | ------------ | ------------- |
| Polonia    | 3              | 0               | 8              | 1               | 16           | 3             |
| Rumania    | 2              | 1               | 6              | 3               | 14           | 6             |
| Croacia    | 1              | 2               | 3              | 6               | 6            | 13            |
| Luxemburgo | 0              | 3               | 1              | 8               | 2            | 16            |

| | Bandera de Polonia    | Polonia                           | 3 | 0 | Luxemburgo | Bandera de Luxemburgo |
| --- | --------------------- | --------------------------------- | - | - | ---------- | --------------------- |
| Municipal Tennis Club, Eliat, Israel 1 de febrero de 2012 |                       |                                   |   |   |            |                       |
| \| 1 \| \| Urszula Radwańska \| 6 \| 6 \| \| \| 1 \| \| Claudine Schaul \| 2 \| 2 \| \| \| 2 \| \| Agnieszka Radwańska \| 6 \| 6 \| \| \| 2 \| \| Anne Kremer \| 1 \| 1 \| \| \| 3 \| \| Magda Linette - Alicja Rosolska \| 6 \| 6 \| \| \| 3 \| \| Tiffany Cornelius - Laura Correia \| 1 \| 1 \| \| |                       |                                   |   |   |            |                       |
| 1 | Bandera de Polonia    | Urszula Radwańska                 | 6 | 6 |            |                       |
| 1 | Bandera de Luxemburgo | Claudine Schaul                   | 2 | 2 |            |                       |
| 2 | Bandera de Polonia    | Agnieszka Radwańska               | 6 | 6 |            |                       |
| 2 | Bandera de Luxemburgo | Anne Kremer                       | 1 | 1 |            |                       |
| 3 | Bandera de Polonia    | Magda Linette - Alicja Rosolska   | 6 | 6 |            |                       |
| 3 | Bandera de Luxemburgo | Tiffany Cornelius - Laura Correia | 1 | 1 |            |                       |

| | Bandera de Rumania | Rumania                           | 2  | 1 | Croacia | Bandera de Croacia |
| --- | ------------------ | --------------------------------- | -- | - | ------- | ------------------ |
| Municipal Tennis Club, Eliat, Israel 1 de febrero de 2012 |                    |                                   |    |   |         |                    |
| \| 1 \| \| Simona Halep \| 6 \| 6 \| \| \| 1 \| \| Ani Mijačika \| 2 \| 2 \| \| \| 2 \| \| Irina-Camelia Begu \| 4 \| 6 \| 3 \| \| 2 \| \| Petra Martić \| 6 \| 1 \| 6 \| \| 3 \| \| Irina-Camelia Begu - Simona Halep \| 7 \| 7 \| \| \| 3 \| \| Petra Martić - Ani Mijačika \| 62 \| 6 \| \| |                    |                                   |    |   |         |                    |
| 1 | Bandera de Rumania | Simona Halep                      | 6  | 6 |         |                    |
| 1 | Bandera de Croacia | Ani Mijačika                      | 2  | 2 |         |                    |
| 2 | Bandera de Rumania | Irina-Camelia Begu                | 4  | 6 | 3       |                    |
| 2 | Bandera de Croacia | Petra Martić                      | 6  | 1 | 6       |                    |
| 3 | Bandera de Rumania | Irina-Camelia Begu - Simona Halep | 7  | 7 |         |                    |
| 3 | Bandera de Croacia | Petra Martić - Ani Mijačika       | 62 | 6 |         |                    |

| | Bandera de Rumania    | Rumania                                 | 3 | 0 | Luxemburgo | Bandera de Luxemburgo |
| --- | --------------------- | --------------------------------------- | - | - | ---------- | --------------------- |
| Municipal Tennis Club, Eliat, Israel 2 de febrero de 2012 |                       |                                         |   |   |            |                       |
| \| 1 \| \| Mihaela Buzărnescu \| 6 \| 6 \| \| \| 1 \| \| Tiffany Cornelius \| 0 \| 0 \| \| \| 2 \| \| Irina-Camelia Begu \| 6 \| 6 \| \| \| 2 \| \| Anne Kremer \| 3 \| 2 \| \| \| 3 \| \| Irina-Camelia Begu - Mihaela Buzărnescu \| 6 \| 6 \| \| \| 3 \| \| Anne Kremer - Claudine Schaul \| 3 \| 3 \| \| |                       |                                         |   |   |            |                       |
| 1 | Bandera de Rumania    | Mihaela Buzărnescu                      | 6 | 6 |            |                       |
| 1 | Bandera de Luxemburgo | Tiffany Cornelius                       | 0 | 0 |            |                       |
| 2 | Bandera de Rumania    | Irina-Camelia Begu                      | 6 | 6 |            |                       |
| 2 | Bandera de Luxemburgo | Anne Kremer                             | 3 | 2 |            |                       |
| 3 | Bandera de Rumania    | Irina-Camelia Begu - Mihaela Buzărnescu | 6 | 6 |            |                       |
| 3 | Bandera de Luxemburgo | Anne Kremer - Claudine Schaul           | 3 | 3 |            |                       |

| | Bandera de Polonia | Polonia                         | 3 | 0 | Croacia | Bandera de Croacia |
| --- | ------------------ | ------------------------------- | - | - | ------- | ------------------ |
| Municipal Tennis Club, Eliat, Israel 2 de febrero de 2012 |                    |                                 |   |   |         |                    |
| \| 1 \| \| Urszula Radwańska \| 6 \| 6 \| \| \| 1 \| \| Donna Vekić \| 3 \| 3 \| \| \| 2 \| \| Agnieszka Radwańska \| 6 \| 6 \| \| \| 2 \| \| Petra Martić \| 0 \| 3 \| \| \| 3 \| \| Magda Linette - Alicja Rosolska \| 7 \| 7 \| \| \| 3 \| \| Ani Mijačika - Donna Vekić \| 5 \| 5 \| \| |                    |                                 |   |   |         |                    |
| 1 | Bandera de Polonia | Urszula Radwańska               | 6 | 6 |         |                    |
| 1 | Bandera de Croacia | Donna Vekić                     | 3 | 3 |         |                    |
| 2 | Bandera de Polonia | Agnieszka Radwańska             | 6 | 6 |         |                    |
| 2 | Bandera de Croacia | Petra Martić                    | 0 | 3 |         |                    |
| 3 | Bandera de Polonia | Magda Linette - Alicja Rosolska | 7 | 7 |         |                    |
| 3 | Bandera de Croacia | Ani Mijačika - Donna Vekić      | 5 | 5 |         |                    |

| | Bandera de Croacia    | Croacia                       | 2 | 1  | Luxemburgo | Bandera de Luxemburgo |
| --- | --------------------- | ----------------------------- | - | -- | ---------- | --------------------- |
| Municipal Tennis Club, Eliat, Israel 3 de febrero de 2012 |                       |                               |   |    |            |                       |
| \| 1 \| \| Ani Mijačika \| 6 \| 2 \| 6 \| \| 1 \| \| Claudine Schaul \| 1 \| 6 \| 4 \| \| 2 \| \| Petra Martić \| 5 \| 2r \| \| \| 2 \| \| Anne Kremer \| 7 \| 3 \| \| \| 3 \| \| Ani Mijačika - Tereza Mrdeža \| 6 \| 6 \| \| \| 3 \| \| Anne Kremer - Claudine Schaul \| 1 \| 3 \| \| |                       |                               |   |    |            |                       |
| 1 | Bandera de Croacia    | Ani Mijačika                  | 6 | 2  | 6          |                       |
| 1 | Bandera de Luxemburgo | Claudine Schaul               | 1 | 6  | 4          |                       |
| 2 | Bandera de Croacia    | Petra Martić                  | 5 | 2r |            |                       |
| 2 | Bandera de Luxemburgo | Anne Kremer                   | 7 | 3  |            |                       |
| 3 | Bandera de Croacia    | Ani Mijačika - Tereza Mrdeža  | 6 | 6  |            |                       |
| 3 | Bandera de Luxemburgo | Anne Kremer - Claudine Schaul | 1 | 3  |            |                       |

| | Bandera de Polonia | Polonia                                 | 2  | 1 | Rumania | Bandera de Rumania |
| --- | ------------------ | --------------------------------------- | -- | - | ------- | ------------------ |
| Municipal Tennis Club, Eliat, Israel 3 de febrero de 2012 |                    |                                         |    |   |         |                    |
| \| 1 \| \| Urszula Radwańska \| 67 \| 4 \| \| \| 1 \| \| Simona Halep \| 7 \| 6 \| \| \| 2 \| \| Agnieszka Radwańska \| 6 \| 6 \| \| \| 2 \| \| Irina-Camelia Begu \| 1 \| 3 \| \| \| 3 \| \| Agnieszka Radwańska - Urszula Radwańska \| 4 \| 6 \| 6 \| \| 3 \| \| Irina-Camelia Begu - Simona Halep \| 6 \| 0 \| 0 \| |                    |                                         |    |   |         |                    |
| 1 | Bandera de Polonia | Urszula Radwańska                       | 67 | 4 |         |                    |
| 1 | Bandera de Rumania | Simona Halep                            | 7  | 6 |         |                    |
| 2 | Bandera de Polonia | Agnieszka Radwańska                     | 6  | 6 |         |                    |
| 2 | Bandera de Rumania | Irina-Camelia Begu                      | 1  | 3 |         |                    |
| 3 | Bandera de Polonia | Agnieszka Radwańska - Urszula Radwańska | 4  | 6 | 6       |                    |
| 3 | Bandera de Rumania | Irina-Camelia Begu - Simona Halep       | 6  | 0 | 0       |                    |

#### Permanencia Grupo I
| | Bandera de los Países Bajos | Países Bajos                        | 2 | 1  | Estonia | Bandera de Estonia |
| --- | --------------------------- | ----------------------------------- | - | -- | ------- | ------------------ |
| Municipal Tennis Club, Eliat, Israel 5 de febrero de 2012 |                             |                                     |   |    |         |                    |
| \| 1 \| \| Kiki Bertens \| 6 \| 6 \| \| \| 1 \| \| Eva Paalma \| 2 \| 2 \| \| \| 2 \| \| Bibiane Schoofs \| 6 \| 63 \| 1 \| \| 2 \| \| Anett Kontaveit \| 4 \| 7 \| 6 \| \| 3 \| \| Kiki Bertens - Michaëlla Krajicek \| 6 \| 6 \| \| \| 3 \| \| Anett Kontaveit - Tatjana Vorobjova \| 0 \| 0 \| \| |                             |                                     |   |    |         |                    |
| 1 | Bandera de los Países Bajos | Kiki Bertens                        | 6 | 6  |         |                    |
| 1 | Bandera de Estonia          | Eva Paalma                          | 2 | 2  |         |                    |
| 2 | Bandera de los Países Bajos | Bibiane Schoofs                     | 6 | 63 | 1       |                    |
| 2 | Bandera de Estonia          | Anett Kontaveit                     | 4 | 7  | 6       |                    |
| 3 | Bandera de los Países Bajos | Kiki Bertens - Michaëlla Krajicek   | 6 | 6  |         |                    |
| 3 | Bandera de Estonia          | Anett Kontaveit - Tatjana Vorobjova | 0 | 0  |         |                    |

| | Bandera de Luxemburgo | Luxemburgo                          | 2 | 1 | Grecia | Bandera de Grecia |
| --- | --------------------- | ----------------------------------- | - | - | ------ | ----------------- |
| Municipal Tennis Club, Eliat, Israel 5 de febrero de 2012 |                       |                                     |   |   |        |                   |
| \| 1 \| \| Claudine Schaul \| 6 \| 6 \| \| \| 1 \| \| Agni Stefanou \| 4 \| 2 \| \| \| 2 \| \| Anne Kremer \| 7 \| 4 \| 5 \| \| 2 \| \| Despina Papamichail \| 5 \| 6 \| 7 \| \| 3 \| \| Anne Kremer - Claudine Schaul \| 3 \| 6 \| 7 \| \| 3 \| \| Despina Papamichail - Maria Sakkari \| 6 \| 2 \| 68 \| |                       |                                     |   |   |        |                   |
| 1 | Bandera de Luxemburgo | Claudine Schaul                     | 6 | 6 |        |                   |
| 1 | Bandera de Grecia     | Agni Stefanou                       | 4 | 2 |        |                   |
| 2 | Bandera de Luxemburgo | Anne Kremer                         | 7 | 4 | 5      |                   |
| 2 | Bandera de Grecia     | Despina Papamichail                 | 5 | 6 | 7      |                   |
| 3 | Bandera de Luxemburgo | Anne Kremer - Claudine Schaul       | 3 | 6 | 7      |                   |
| 3 | Bandera de Grecia     | Despina Papamichail - Maria Sakkari | 6 | 2 | 68     |                   |

- Estonia y  Grecia descienden al Grupo II de la Zona de Europa/África en 2013.

#### Noveno lugar
| | Bandera de Croacia              | Croacia                            | 2                                  | 0                                  | Bosnia y Herzegovina               | Bandera de Bosnia y Herzegovina    |
| --- | ------------------------------- | ---------------------------------- | ---------------------------------- | ---------------------------------- | ---------------------------------- | ---------------------------------- |
| Municipal Tennis Club, Eliat, Israel 3 de febrero de 2012 |                                 |                                    |                                    |                                    |                                    |                                    |
| \| 1 \| \| Donna Vekić \| 6 \| 6 \| \| \| \| \| 1 \| \| Anita Husarić \| 2 \| 0 \| \| \| \| \| 2 \| \| Tereza Mrdeža \| 1 \| \| \| \| \| \| 2 \| \| Jasmina Tinjić \| 0r \| \| \| \| \| \| 3 \| \| Partido no jugado (Serie definida) \| Partido no jugado (Serie definida) \| Partido no jugado (Serie definida) \| Partido no jugado (Serie definida) \| Partido no jugado (Serie definida) \| \| \| 3 \| \| Partido no jugado (Serie definida) \| Partido no jugado (Serie definida) \| Partido no jugado (Serie definida) \| Partido no jugado (Serie definida) \| Partido no jugado (Serie definida) \| \| |                                 |                                    |                                    |                                    |                                    |                                    |
| 1 | Bandera de Croacia              | Donna Vekić                        | 6                                  | 6                                  |                                    |                                    |
| 1 | Bandera de Bosnia y Herzegovina | Anita Husarić                      | 2                                  | 0                                  |                                    |                                    |
| 2 | Bandera de Croacia              | Tereza Mrdeža                      | 1                                  |                                    |                                    |                                    |
| 2 | Bandera de Bosnia y Herzegovina | Jasmina Tinjić                     | 0r                                 |                                    |                                    |                                    |
| 3 | Bandera de Croacia              | Partido no jugado (Serie definida) | Partido no jugado (Serie definida) | Partido no jugado (Serie definida) | Partido no jugado (Serie definida) | Partido no jugado (Serie definida) |
| 3 | Bandera de Bosnia y Herzegovina | Partido no jugado (Serie definida) | Partido no jugado (Serie definida) | Partido no jugado (Serie definida) | Partido no jugado (Serie definida) | Partido no jugado (Serie definida) |

#### Quintos lugares
| | Bandera de Portugal | Portugal                           | 2                                  | 0                                  | Bulgaria                           | Bandera de Bulgaria                |
| --- | ------------------- | ---------------------------------- | ---------------------------------- | ---------------------------------- | ---------------------------------- | ---------------------------------- |
| Municipal Tennis Club, Eliat, Israel 5 de febrero de 2012 |                     |                                    |                                    |                                    |                                    |                                    |
| \| 1 \| \| Maria João Köhler \| 6 \| 7 \| \| \| \| \| 1 \| \| Isabella Shinikova \| 3 \| 5 \| \| \| \| \| 2 \| \| Michelle Larcher de Brito \| 6 \| 6 \| \| \| \| \| 2 \| \| Dia Evtimova \| 1 \| 1 \| \| \| \| \| 3 \| \| Partido no jugado (Serie definida) \| Partido no jugado (Serie definida) \| Partido no jugado (Serie definida) \| Partido no jugado (Serie definida) \| Partido no jugado (Serie definida) \| \| \| 3 \| \| Partido no jugado (Serie definida) \| Partido no jugado (Serie definida) \| Partido no jugado (Serie definida) \| Partido no jugado (Serie definida) \| Partido no jugado (Serie definida) \| \| |                     |                                    |                                    |                                    |                                    |                                    |
| 1 | Bandera de Portugal | Maria João Köhler                  | 6                                  | 7                                  |                                    |                                    |
| 1 | Bandera de Bulgaria | Isabella Shinikova                 | 3                                  | 5                                  |                                    |                                    |
| 2 | Bandera de Portugal | Michelle Larcher de Brito          | 6                                  | 6                                  |                                    |                                    |
| 2 | Bandera de Bulgaria | Dia Evtimova                       | 1                                  | 1                                  |                                    |                                    |
| 3 | Bandera de Portugal | Partido no jugado (Serie definida) | Partido no jugado (Serie definida) | Partido no jugado (Serie definida) | Partido no jugado (Serie definida) | Partido no jugado (Serie definida) |
| 3 | Bandera de Bulgaria | Partido no jugado (Serie definida) | Partido no jugado (Serie definida) | Partido no jugado (Serie definida) | Partido no jugado (Serie definida) | Partido no jugado (Serie definida) |

| | Bandera de Rumania | Rumania                            | 2                                  | 0                                  | Hungría                            | Bandera de Hungría                 |
| --- | ------------------ | ---------------------------------- | ---------------------------------- | ---------------------------------- | ---------------------------------- | ---------------------------------- |
| Municipal Tennis Club, Eliat, Israel 5 de febrero de 2012 |                    |                                    |                                    |                                    |                                    |                                    |
| \| 1 \| \| Mihaela Buzărnescu \| 6 \| 7 \| \| \| \| \| 1 \| \| Katalin Marosi \| 2 \| 6 \| \| \| \| \| 2 \| \| Simona Halep \| 6 \| 6 \| \| \| \| \| 2 \| \| Réka-Luca Jani \| 2 \| 3 \| \| \| \| \| 3 \| \| Partido no jugado (Serie definida) \| Partido no jugado (Serie definida) \| Partido no jugado (Serie definida) \| Partido no jugado (Serie definida) \| Partido no jugado (Serie definida) \| \| \| 3 \| \| Partido no jugado (Serie definida) \| Partido no jugado (Serie definida) \| Partido no jugado (Serie definida) \| Partido no jugado (Serie definida) \| Partido no jugado (Serie definida) \| \| |                    |                                    |                                    |                                    |                                    |                                    |
| 1 | Bandera de Rumania | Mihaela Buzărnescu                 | 6                                  | 7                                  |                                    |                                    |
| 1 | Bandera de Hungría | Katalin Marosi                     | 2                                  | 6                                  |                                    |                                    |
| 2 | Bandera de Rumania | Simona Halep                       | 6                                  | 6                                  |                                    |                                    |
| 2 | Bandera de Hungría | Réka-Luca Jani                     | 2                                  | 3                                  |                                    |                                    |
| 3 | Bandera de Rumania | Partido no jugado (Serie definida) | Partido no jugado (Serie definida) | Partido no jugado (Serie definida) | Partido no jugado (Serie definida) | Partido no jugado (Serie definida) |
| 3 | Bandera de Hungría | Partido no jugado (Serie definida) | Partido no jugado (Serie definida) | Partido no jugado (Serie definida) | Partido no jugado (Serie definida) | Partido no jugado (Serie definida) |

#### Finales
| | Bandera del Reino Unido | Reino Unido                        | 2                                  | 0                                  | Austria                            | Bandera de Austria                 |
| --- | ----------------------- | ---------------------------------- | ---------------------------------- | ---------------------------------- | ---------------------------------- | ---------------------------------- |
| Municipal Tennis Club, Eliat, Israel 4 de febrero de 2012 |                         |                                    |                                    |                                    |                                    |                                    |
| \| 1 \| \| Anne Keothavong \| 7 \| 6 \| \| \| \| \| 1 \| \| Patricia Mayr-Achleitner \| 65 \| 3 \| \| \| \| \| 2 \| \| Elena Baltacha \| 6 \| 6 \| \| \| \| \| 2 \| \| Tamira Paszek \| 1 \| 4 \| \| \| \| \| 3 \| \| Partido no jugado (Serie definida) \| Partido no jugado (Serie definida) \| Partido no jugado (Serie definida) \| Partido no jugado (Serie definida) \| Partido no jugado (Serie definida) \| \| \| 3 \| \| Partido no jugado (Serie definida) \| Partido no jugado (Serie definida) \| Partido no jugado (Serie definida) \| Partido no jugado (Serie definida) \| Partido no jugado (Serie definida) \| \| |                         |                                    |                                    |                                    |                                    |                                    |
| 1 | Bandera del Reino Unido | Anne Keothavong                    | 7                                  | 6                                  |                                    |                                    |
| 1 | Bandera de Austria      | Patricia Mayr-Achleitner           | 65                                 | 3                                  |                                    |                                    |
| 2 | Bandera del Reino Unido | Elena Baltacha                     | 6                                  | 6                                  |                                    |                                    |
| 2 | Bandera de Austria      | Tamira Paszek                      | 1                                  | 4                                  |                                    |                                    |
| 3 | Bandera del Reino Unido | Partido no jugado (Serie definida) | Partido no jugado (Serie definida) | Partido no jugado (Serie definida) | Partido no jugado (Serie definida) | Partido no jugado (Serie definida) |
| 3 | Bandera de Austria      | Partido no jugado (Serie definida) | Partido no jugado (Serie definida) | Partido no jugado (Serie definida) | Partido no jugado (Serie definida) | Partido no jugado (Serie definida) |

| | Bandera de Suecia  | Suecia                            | 2 | 1 | Polonia | Bandera de Polonia |
| --- | ------------------ | --------------------------------- | - | - | ------- | ------------------ |
| Municipal Tennis Club, Eliat, Israel 4 de febrero de 2012 |                    |                                   |   |   |         |                    |
| \| 1 \| \| Sofia Arvidsson \| 6 \| 6 \| \| \| 1 \| \| Urszula Radwańska \| 1 \| 2 \| \| \| 2 \| \| Johanna Larsson \| 1 \| 0 \| \| \| 2 \| \| Agnieszka Radwańska \| 6 \| 6 \| \| \| 3 \| \| Sofia Arvidsson - Johanna Larsson \| 6 \| 6 \| \| \| 3 \| \| Magda Linette - Alicja Rosolska \| 4 \| 3 \| \| |                    |                                   |   |   |         |                    |
| 1 | Bandera de Suecia  | Sofia Arvidsson                   | 6 | 6 |         |                    |
| 1 | Bandera de Polonia | Urszula Radwańska                 | 1 | 2 |         |                    |
| 2 | Bandera de Suecia  | Johanna Larsson                   | 1 | 0 |         |                    |
| 2 | Bandera de Polonia | Agnieszka Radwańska               | 6 | 6 |         |                    |
| 3 | Bandera de Suecia  | Sofia Arvidsson - Johanna Larsson | 6 | 6 |         |                    |
| 3 | Bandera de Polonia | Magda Linette - Alicja Rosolska   | 4 | 3 |         |                    |

- Reino Unido y  Suecia clasifican a la repesca para acceder al Grupo Mundial II.

### Asia/Oceanía

#### Grupo I
Todas las series de este grupo fueron jugadas en el Shenzhen Luohu Tennis Centre, situado en Shenzhen, China entre el 1 y 4 de febrero.
Se dividió a las naciones participantes en dos grupos, Grupo A (3 países) y Grupo B (4 países). Los ganadores de grupo juegarin entre sí para determinar quien jugaría la repesca para ascender al Grupo Mundial II en 2013, mientras que los segundos para definir las posiciones finales de la zona.
Los últimos lugares de ambos grupos jugaron una repesca, donde el perdedor de la misma descendió al Grupo II de la Zona de Asia/Oceanía en 2013.

##### Grupo A
| Equipo       | Series ganadas | Series perdidas | Puntos ganados | Puntos perdidos | Sets ganados | Sets perdidos |
| ------------ | -------------- | --------------- | -------------- | --------------- | ------------ | ------------- |
| China        | 2              | 0               | 6              | 0               | 12           | 2             |
| China Taipéi | 1              | 1               | 3              | 3               | 7            | 7             |
| Uzbekistán   | 0              | 2               | 0              | 6               | 2            | 12            |

| | Bandera de China Taipéi | China Taipéi                           | 3 | 0  | Uzbekistán | Bandera de Uzbekistán |
| --- | ----------------------- | -------------------------------------- | - | -- | ---------- | --------------------- |
| Shenzhen Luohu Tennis Centre, Shenzhen, China 1 de febrero de 2012 |                         |                                        |   |    |            |                       |
| \| 1 \| \| Su-Wei Hsieh \| 6 \| 6 \| \| \| 1 \| \| Sabina Sharipova \| 3 \| 1 \| \| \| 2 \| \| Kai-Chen Chang \| 0 \| 6 \| 7 \| \| 2 \| \| Nigina Abduraimova \| 6 \| 4 \| 5 \| \| 3 \| \| Yung-Jan Chan - Chia-Jung Chuang \| 7 \| 7 \| \| \| 3 \| \| Akgul Amanmuradova - Iroda Tulyaganova \| 5 \| 64 \| \| |                         |                                        |   |    |            |                       |
| 1 | Bandera de China Taipéi | Su-Wei Hsieh                           | 6 | 6  |            |                       |
| 1 | Bandera de Uzbekistán   | Sabina Sharipova                       | 3 | 1  |            |                       |
| 2 | Bandera de China Taipéi | Kai-Chen Chang                         | 0 | 6  | 7          |                       |
| 2 | Bandera de Uzbekistán   | Nigina Abduraimova                     | 6 | 4  | 5          |                       |
| 3 | Bandera de China Taipéi | Yung-Jan Chan - Chia-Jung Chuang       | 7 | 7  |            |                       |
| 3 | Bandera de Uzbekistán   | Akgul Amanmuradova - Iroda Tulyaganova | 5 | 64 |            |                       |

| | Bandera de la República Popular China | China                        | 3 | 0 | China Taipéi | Bandera de China Taipéi |
| --- | ------------------------------------- | ---------------------------- | - | - | ------------ | ----------------------- |
| Shenzhen Luohu Tennis Centre, Shenzhen, China 2 de febrero de 2012 |                                       |                              |   |   |              |                         |
| \| 1 \| \| Jie Zheng \| 6 \| 6 \| \| \| 1 \| \| Su-Wei Hsieh \| 2 \| 3 \| \| \| 2 \| \| Na Li \| 6 \| 6 \| \| \| 2 \| \| Kai-Chen Chang \| 2 \| 0 \| \| \| 3 \| \| Shuai Peng - Shuai Zhang \| 7 \| 4 \| 6 \| \| 3 \| \| Yung-jan Chan - Su-Wei Hsieh \| 5 \| 6 \| 2 \| |                                       |                              |   |   |              |                         |
| 1 | Bandera de la República Popular China | Jie Zheng                    | 6 | 6 |              |                         |
| 1 | Bandera de China Taipéi               | Su-Wei Hsieh                 | 2 | 3 |              |                         |
| 2 | Bandera de la República Popular China | Na Li                        | 6 | 6 |              |                         |
| 2 | Bandera de China Taipéi               | Kai-Chen Chang               | 2 | 0 |              |                         |
| 3 | Bandera de la República Popular China | Shuai Peng - Shuai Zhang     | 7 | 4 | 6            |                         |
| 3 | Bandera de China Taipéi               | Yung-jan Chan - Su-Wei Hsieh | 5 | 6 | 2            |                         |

| | Bandera de la República Popular China | China                                  | 3  | 0 | Uzbekistán | Bandera de Uzbekistán |
| --- | ------------------------------------- | -------------------------------------- | -- | - | ---------- | --------------------- |
| Shenzhen Luohu Tennis Centre, Shenzhen, China 3 de febrero de 2012 |                                       |                                        |    |   |            |                       |
| \| 1 \| \| Shuai Zhang \| 65 \| 6 \| 6 \| \| 1 \| \| Sabina Sharipova \| 7 \| 3 \| 1 \| \| 2 \| \| Na Li \| 6 \| 6 \| \| \| 2 \| \| Nigina Abduraimova \| 2 \| 3 \| \| \| 3 \| \| Shuai Peng - Jie Zheng \| 6 \| 6 \| \| \| 3 \| \| Akgul Amanmuradova - Iroda Tulyaganova \| 3 \| 4 \| \| |                                       |                                        |    |   |            |                       |
| 1 | Bandera de la República Popular China | Shuai Zhang                            | 65 | 6 | 6          |                       |
| 1 | Bandera de Uzbekistán                 | Sabina Sharipova                       | 7  | 3 | 1          |                       |
| 2 | Bandera de la República Popular China | Na Li                                  | 6  | 6 |            |                       |
| 2 | Bandera de Uzbekistán                 | Nigina Abduraimova                     | 2  | 3 |            |                       |
| 3 | Bandera de la República Popular China | Shuai Peng - Jie Zheng                 | 6  | 6 |            |                       |
| 3 | Bandera de Uzbekistán                 | Akgul Amanmuradova - Iroda Tulyaganova | 3  | 4 |            |                       |

##### Grupo B
| Equipo        | Series ganadas | Series perdidas | Puntos ganados | Puntos perdidos | Sets ganados | Sets perdidos |
| ------------- | -------------- | --------------- | -------------- | --------------- | ------------ | ------------- |
| Kazajistán    | 3              | 0               | 8              | 1               | 17           | 2             |
| Tailandia     | 2              | 1               | 7              | 2               | 14           | 7             |
| Corea del Sur | 1              | 2               | 2              | 7               | 6            | 15            |
| Indonesia     | 0              | 3               | 1              | 8               | 3            | 16            |

| | Bandera de Tailandia | Tailandia                                    | 3  | 0 | Indonesia | Bandera de Indonesia |
| --- | -------------------- | -------------------------------------------- | -- | - | --------- | -------------------- |
| Shenzhen Luohu Tennis Centre, Shenzhen, China 1 de febrero de 2012 |                      |                                              |    |   |           |                      |
| \| 1 \| \| Noppawan Lertcheewakarn \| 7 \| 6 \| \| \| 1 \| \| Jessy Rompies \| 64 \| 1 \| \| \| 2 \| \| Tamarine Tanasugarn \| 6 \| 6 \| \| \| 2 \| \| Ayu-Fani Damayanti \| 2 \| 1 \| \| \| 3 \| \| Nungnadda Wannasuk - Varatchaya Wongteanchai \| 6 \| 7 \| \| \| 3 \| \| Ayu-Fani Damayanti - Jessy Rompies \| 3 \| 5 \| \| |                      |                                              |    |   |           |                      |
| 1 | Bandera de Tailandia | Noppawan Lertcheewakarn                      | 7  | 6 |           |                      |
| 1 | Bandera de Indonesia | Jessy Rompies                                | 64 | 1 |           |                      |
| 2 | Bandera de Tailandia | Tamarine Tanasugarn                          | 6  | 6 |           |                      |
| 2 | Bandera de Indonesia | Ayu-Fani Damayanti                           | 2  | 1 |           |                      |
| 3 | Bandera de Tailandia | Nungnadda Wannasuk - Varatchaya Wongteanchai | 6  | 7 |           |                      |
| 3 | Bandera de Indonesia | Ayu-Fani Damayanti - Jessy Rompies           | 3  | 5 |           |                      |

| | Bandera de Kazajistán    | Kazajistán                             | 3 | 0 | Corea del Sur | Bandera de Corea del Sur |
| --- | ------------------------ | -------------------------------------- | - | - | ------------- | ------------------------ |
| Shenzhen Luohu Tennis Centre, Shenzhen, China 1 de febrero de 2012 |                          |                                        |   |   |               |                          |
| \| 1 \| \| Yaroslava Shvedova \| 6 \| 6 \| \| \| 1 \| \| Ye-Ra Lee \| 2 \| 1 \| \| \| 2 \| \| Galina Voskoboeva \| 6 \| 6 \| \| \| 2 \| \| Sung-Hee Han \| 1 \| 0 \| \| \| 3 \| \| Yaroslava Shvedova - Galina Voskoboeva \| 6 \| 6 \| \| \| 3 \| \| So-Jung Kim - Mi Yoo \| 1 \| 1 \| \| |                          |                                        |   |   |               |                          |
| 1 | Bandera de Kazajistán    | Yaroslava Shvedova                     | 6 | 6 |               |                          |
| 1 | Bandera de Corea del Sur | Ye-Ra Lee                              | 2 | 1 |               |                          |
| 2 | Bandera de Kazajistán    | Galina Voskoboeva                      | 6 | 6 |               |                          |
| 2 | Bandera de Corea del Sur | Sung-Hee Han                           | 1 | 0 |               |                          |
| 3 | Bandera de Kazajistán    | Yaroslava Shvedova - Galina Voskoboeva | 6 | 6 |               |                          |
| 3 | Bandera de Corea del Sur | So-Jung Kim - Mi Yoo                   | 1 | 1 |               |                          |

| | Bandera de Tailandia     | Tailandia                                    | 3 | 0 | Corea del Sur | Bandera de Corea del Sur |
| --- | ------------------------ | -------------------------------------------- | - | - | ------------- | ------------------------ |
| Shenzhen Luohu Tennis Centre, Shenzhen, China 2 de febrero de 2012 |                          |                                              |   |   |               |                          |
| \| 1 \| \| Noppawan Lertcheewakarn \| 7 \| 6 \| \| \| 1 \| \| Sung-Hee Han \| 5 \| 1 \| \| \| 2 \| \| Tamarine Tanasugarn \| 2 \| 6 \| 6 \| \| 2 \| \| So-Jung Kim \| 6 \| 3 \| 4 \| \| 3 \| \| Nungnadda Wannasuk - Varatchaya Wongteanchai \| 3 \| 7 \| 6 \| \| 3 \| \| Ye-Ra Lee - Mi Yoo \| 6 \| 4 \| 1 \| |                          |                                              |   |   |               |                          |
| 1 | Bandera de Tailandia     | Noppawan Lertcheewakarn                      | 7 | 6 |               |                          |
| 1 | Bandera de Corea del Sur | Sung-Hee Han                                 | 5 | 1 |               |                          |
| 2 | Bandera de Tailandia     | Tamarine Tanasugarn                          | 2 | 6 | 6             |                          |
| 2 | Bandera de Corea del Sur | So-Jung Kim                                  | 6 | 3 | 4             |                          |
| 3 | Bandera de Tailandia     | Nungnadda Wannasuk - Varatchaya Wongteanchai | 3 | 7 | 6             |                          |
| 3 | Bandera de Corea del Sur | Ye-Ra Lee - Mi Yoo                           | 6 | 4 | 1             |                          |

| | Bandera de Kazajistán | Kazajistán                              | 3 | 0  | Indonesia | Bandera de Indonesia |
| --- | --------------------- | --------------------------------------- | - | -- | --------- | -------------------- |
| Shenzhen Luohu Tennis Centre, Shenzhen, China 2 de febrero de 2012 |                       |                                         |   |    |           |                      |
| \| 1 \| \| Yaroslava Shvedova \| 6 \| 6 \| \| \| 1 \| \| Jessy Rompies \| 0 \| 2 \| \| \| 2 \| \| Sesil Karatantcheva \| 6 \| 6 \| \| \| 2 \| \| Ayu-Fani Damayanti \| 1 \| 1 \| \| \| 3 \| \| Sesil Karatantcheva - Galina Voskoboeva \| 6 \| 7 \| \| \| 3 \| \| Jessy Rompies - Lavinia Tananta \| 1 \| 63 \| \| |                       |                                         |   |    |           |                      |
| 1 | Bandera de Kazajistán | Yaroslava Shvedova                      | 6 | 6  |           |                      |
| 1 | Bandera de Indonesia  | Jessy Rompies                           | 0 | 2  |           |                      |
| 2 | Bandera de Kazajistán | Sesil Karatantcheva                     | 6 | 6  |           |                      |
| 2 | Bandera de Indonesia  | Ayu-Fani Damayanti                      | 1 | 1  |           |                      |
| 3 | Bandera de Kazajistán | Sesil Karatantcheva - Galina Voskoboeva | 6 | 7  |           |                      |
| 3 | Bandera de Indonesia  | Jessy Rompies - Lavinia Tananta         | 1 | 63 |           |                      |

| | Bandera de Corea del Sur | Corea del Sur                      | 2  | 1 | Indonesia | Bandera de Indonesia |
| --- | ------------------------ | ---------------------------------- | -- | - | --------- | -------------------- |
| Shenzhen Luohu Tennis Centre, Shenzhen, China 3 de febrero de 2012 |                          |                                    |    |   |           |                      |
| \| 1 \| \| Sung-Hee Han \| 6 \| 6 \| \| \| 1 \| \| Jessy Rompies \| 4 \| 1 \| \| \| 2 \| \| So-Jung Kim \| 2 \| 6 \| \| \| 2 \| \| Ayu-Fani Damayanti \| 6 \| 7 \| \| \| 3 \| \| Sung-Hee Han - Mi Yoo \| 63 \| 6 \| 6 \| \| 3 \| \| Ayu-Fani Damayanti - Jessy Rompies \| 7 \| 3 \| 4 \| |                          |                                    |    |   |           |                      |
| 1 | Bandera de Corea del Sur | Sung-Hee Han                       | 6  | 6 |           |                      |
| 1 | Bandera de Indonesia     | Jessy Rompies                      | 4  | 1 |           |                      |
| 2 | Bandera de Corea del Sur | So-Jung Kim                        | 2  | 6 |           |                      |
| 2 | Bandera de Indonesia     | Ayu-Fani Damayanti                 | 6  | 7 |           |                      |
| 3 | Bandera de Corea del Sur | Sung-Hee Han - Mi Yoo              | 63 | 6 | 6         |                      |
| 3 | Bandera de Indonesia     | Ayu-Fani Damayanti - Jessy Rompies | 7  | 3 | 4         |                      |

| | Bandera de Kazajistán | Kazajistán                                   | 2 | 1 | Tailandia | Bandera de Tailandia |
| --- | --------------------- | -------------------------------------------- | - | - | --------- | -------------------- |
| Shenzhen Luohu Tennis Centre, Shenzhen, China 3 de febrero de 2012 |                       |                                              |   |   |           |                      |
| \| 1 \| \| Yaroslava Shvedova \| 6 \| 7 \| \| \| 1 \| \| Noppawan Lertcheewakarn \| 3 \| 6 \| \| \| 2 \| \| Galina Voskoboeva \| 6 \| 6 \| \| \| 2 \| \| Tamarine Tanasugarn \| 3 \| 3 \| \| \| 3 \| \| Sesil Karatantcheva - Yaroslava Shvedova \| 4 \| 6 \| 4 \| \| 3 \| \| Nungnadda Wannasuk - Varatchaya Wongteanchai \| 6 \| 3 \| 6 \| |                       |                                              |   |   |           |                      |
| 1 | Bandera de Kazajistán | Yaroslava Shvedova                           | 6 | 7 |           |                      |
| 1 | Bandera de Tailandia  | Noppawan Lertcheewakarn                      | 3 | 6 |           |                      |
| 2 | Bandera de Kazajistán | Galina Voskoboeva                            | 6 | 6 |           |                      |
| 2 | Bandera de Tailandia  | Tamarine Tanasugarn                          | 3 | 3 |           |                      |
| 3 | Bandera de Kazajistán | Sesil Karatantcheva - Yaroslava Shvedova     | 4 | 6 | 4         |                      |
| 3 | Bandera de Tailandia  | Nungnadda Wannasuk - Varatchaya Wongteanchai | 6 | 3 | 6         |                      |

##### Permanencia Grupo I
| | Bandera de Uzbekistán | Uzbekistán                             | 3 | 0 | Indonesia | Bandera de Indonesia |
| --- | --------------------- | -------------------------------------- | - | - | --------- | -------------------- |
| Shenzhen Luohu Tennis Centre, Shenzhen, China 4 de febrero de 2012 |                       |                                        |   |   |           |                      |
| \| 1 \| \| Nigina Abduraimova \| 6 \| 5 \| 6 \| \| 1 \| \| Jessy Rompies \| 4 \| 7 \| 4 \| \| 2 \| \| Akgul Amanmuradova \| 6 \| 6 \| \| \| 2 \| \| Ayu-Fani Damayanti \| 2 \| 1 \| \| \| 3 \| \| Nigina Abduraimova - Iroda Tulyaganova \| 6 \| 6 \| \| \| 3 \| \| Ayu-Fani Damayanti - Lavinia Tananta \| 1 \| 3 \| \| |                       |                                        |   |   |           |                      |
| 1 | Bandera de Uzbekistán | Nigina Abduraimova                     | 6 | 5 | 6         |                      |
| 1 | Bandera de Indonesia  | Jessy Rompies                          | 4 | 7 | 4         |                      |
| 2 | Bandera de Uzbekistán | Akgul Amanmuradova                     | 6 | 6 |           |                      |
| 2 | Bandera de Indonesia  | Ayu-Fani Damayanti                     | 2 | 1 |           |                      |
| 3 | Bandera de Uzbekistán | Nigina Abduraimova - Iroda Tulyaganova | 6 | 6 |           |                      |
| 3 | Bandera de Indonesia  | Ayu-Fani Damayanti - Lavinia Tananta   | 1 | 3 |           |                      |

- Indonesia desciende al Grupo II de la Zona de Asia/Oceanía en 2013.

##### Tercer lugar
| | Bandera de China Taipéi | China Taipéi                                 | 2 | 1 | Tailandia | Bandera de Tailandia |
| --- | ----------------------- | -------------------------------------------- | - | - | --------- | -------------------- |
| Shenzhen Luohu Tennis Centre, Shenzhen, China 4 de febrero de 2012 |                         |                                              |   |   |           |                      |
| \| 1 \| \| Su-Wei Hsieh \| 7 \| 6 \| \| \| 1 \| \| Varatchaya Wongteanchai \| 5 \| 3 \| \| \| 2 \| \| Kai-Chen Chang \| 6 \| 6 \| \| \| 2 \| \| Tamarine Tanasugarn \| 3 \| 4 \| \| \| 3 \| \| Yung-Jan Chan - Chia-Jung Chuang \| 6 \| 6 \| 5 \| \| 3 \| \| Noppawan Lertcheewakarn - Nungnadda Wannasuk \| 3 \| 7 \| 7 \| |                         |                                              |   |   |           |                      |
| 1 | Bandera de China Taipéi | Su-Wei Hsieh                                 | 7 | 6 |           |                      |
| 1 | Bandera de Tailandia    | Varatchaya Wongteanchai                      | 5 | 3 |           |                      |
| 2 | Bandera de China Taipéi | Kai-Chen Chang                               | 6 | 6 |           |                      |
| 2 | Bandera de Tailandia    | Tamarine Tanasugarn                          | 3 | 4 |           |                      |
| 3 | Bandera de China Taipéi | Yung-Jan Chan - Chia-Jung Chuang             | 6 | 6 | 5         |                      |
| 3 | Bandera de Tailandia    | Noppawan Lertcheewakarn - Nungnadda Wannasuk | 3 | 7 | 7         |                      |

##### Final
| | Bandera de la República Popular China | China                              | 2                                  | 0                                  | Kazajistán                         | Bandera de Kazajistán              |
| --- | ------------------------------------- | ---------------------------------- | ---------------------------------- | ---------------------------------- | ---------------------------------- | ---------------------------------- |
| Shenzhen Luohu Tennis Centre, Shenzhen, China 4 de febrero de 2012 |                                       |                                    |                                    |                                    |                                    |                                    |
| \| 1 \| \| Shuai Peng \| 6 \| 3 \| 6 \| \| \| \| 1 \| \| Yaroslava Shvedova \| 3 \| 6 \| 1 \| \| \| \| 2 \| \| Na Li \| 6 \| 3 \| 6 \| \| \| \| 2 \| \| Galina Voskoboeva \| 1 \| 6 \| 1 \| \| \| \| 3 \| \| Partido no jugado (Serie definida) \| Partido no jugado (Serie definida) \| Partido no jugado (Serie definida) \| Partido no jugado (Serie definida) \| Partido no jugado (Serie definida) \| \| \| 3 \| \| Partido no jugado (Serie definida) \| Partido no jugado (Serie definida) \| Partido no jugado (Serie definida) \| Partido no jugado (Serie definida) \| Partido no jugado (Serie definida) \| \| |                                       |                                    |                                    |                                    |                                    |                                    |
| 1 | Bandera de la República Popular China | Shuai Peng                         | 6                                  | 3                                  | 6                                  |                                    |
| 1 | Bandera de Kazajistán                 | Yaroslava Shvedova                 | 3                                  | 6                                  | 1                                  |                                    |
| 2 | Bandera de la República Popular China | Na Li                              | 6                                  | 3                                  | 6                                  |                                    |
| 2 | Bandera de Kazajistán                 | Galina Voskoboeva                  | 1                                  | 6                                  | 1                                  |                                    |
| 3 | Bandera de la República Popular China | Partido no jugado (Serie definida) | Partido no jugado (Serie definida) | Partido no jugado (Serie definida) | Partido no jugado (Serie definida) | Partido no jugado (Serie definida) |
| 3 | Bandera de Kazajistán                 | Partido no jugado (Serie definida) | Partido no jugado (Serie definida) | Partido no jugado (Serie definida) | Partido no jugado (Serie definida) | Partido no jugado (Serie definida) |

- China clasifica a la repesca para acceder al Grupo Mundial II.

### América

#### Grupo I
Todas las series de este grupo fueron jugadas en el Graciosa Country Club, situado en Curitiba, Brasil entre el 30 de enero y 4 de febrero.
Se dividió a las naciones participantes en dos grupos, Grupo A (4 países) y Grupo B (5 países). Los ganadores de grupo jugaron entre sí para determinar quien jugaría la repesca para ascender al Grupo Mundial II en 2013, mientras que los segundos para definir las posiciones finales de la zona.
El tercer lugar del Grupo A jugó contra el quinto del Grupo B, y los cuartos de cada grupo entre sí. Los dos perdedores de estas series, descendieron al Grupo II de la Zona Americana en 2013.

##### Grupo A
| Equipo    | Series ganadas | Series perdidas | Puntos ganados | Puntos perdidos | Sets ganados | Sets perdidos |
| --------- | -------------- | --------------- | -------------- | --------------- | ------------ | ------------- |
| Argentina | 3              | 0               | 9              | 0               | 18           | 0             |
| Canadá    | 2              | 1               | 5              | 4               | 11           | 8             |
| Perú      | 1              | 2               | 4              | 5               | 8            | 11            |
| Bahamas   | 0              | 3               | 0              | 9               | 0            | 18            |

| | Bandera de Argentina | Argentina                          | 3 | 0 | Bahamas | Bandera de Bahamas |
| --- | -------------------- | ---------------------------------- | - | - | ------- | ------------------ |
| Graciosa Country Club, Curitiba, Brasil 1 de febrero de 2012 |                      |                                    |   |   |         |                    |
| \| 1 \| \| Paula Ormaechea \| 6 \| 6 \| \| \| 1 \| \| Larikah Russell \| 3 \| 0 \| \| \| 2 \| \| Florencia Molinero \| 6 \| 6 \| \| \| 2 \| \| Simone Pratt \| 2 \| 0 \| \| \| 3 \| \| Mailen Auroux - María Irigoyen \| 6 \| 6 \| \| \| 3 \| \| Nikkita Fountain - Larikah Russell \| 3 \| 2 \| \| |                      |                                    |   |   |         |                    |
| 1 | Bandera de Argentina | Paula Ormaechea                    | 6 | 6 |         |                    |
| 1 | Bandera de Bahamas   | Larikah Russell                    | 3 | 0 |         |                    |
| 2 | Bandera de Argentina | Florencia Molinero                 | 6 | 6 |         |                    |
| 2 | Bandera de Bahamas   | Simone Pratt                       | 2 | 0 |         |                    |
| 3 | Bandera de Argentina | Mailen Auroux - María Irigoyen     | 6 | 6 |         |                    |
| 3 | Bandera de Bahamas   | Nikkita Fountain - Larikah Russell | 3 | 2 |         |                    |

| | Bandera de Canadá | Canadá                                       | 2 | 1  | Perú | Bandera de Perú |
| --- | ----------------- | -------------------------------------------- | - | -- | ---- | --------------- |
| Graciosa Country Club, Curitiba, Brasil 1 de febrero de 2012 |                   |                                              |   |    |      |                 |
| \| 1 \| \| Aleksandra Wozniak \| 6 \| 6 \| \| \| 1 \| \| Patricia Ku Flores \| 4 \| 2 \| \| \| 2 \| \| Stephanie Dubois \| 2 \| 7 \| 5 \| \| 2 \| \| Bianca Botto \| 6 \| 61 \| 7 \| \| 3 \| \| Marie-Eve Pelletier - Aleksandra Wozniak \| 6 \| 6 \| \| \| 3 \| \| Patricia Ku Flores - Katherine Miranda-Chang \| 1 \| 0 \| \| |                   |                                              |   |    |      |                 |
| 1 | Bandera de Canadá | Aleksandra Wozniak                           | 6 | 6  |      |                 |
| 1 | Bandera de Perú   | Patricia Ku Flores                           | 4 | 2  |      |                 |
| 2 | Bandera de Canadá | Stephanie Dubois                             | 2 | 7  | 5    |                 |
| 2 | Bandera de Perú   | Bianca Botto                                 | 6 | 61 | 7    |                 |
| 3 | Bandera de Canadá | Marie-Eve Pelletier - Aleksandra Wozniak     | 6 | 6  |      |                 |
| 3 | Bandera de Perú   | Patricia Ku Flores - Katherine Miranda-Chang | 1 | 0  |      |                 |

| | Bandera de Perú    | Perú                                        | 3  | 0 | Bahamas | Bandera de Bahamas |
| --- | ------------------ | ------------------------------------------- | -- | - | ------- | ------------------ |
| Graciosa Country Club, Curitiba, Brasil 2 de febrero de 2012 |                    |                                             |    |   |         |                    |
| \| 1 \| \| Patricia Ku Flores \| 6 \| 6 \| \| \| 1 \| \| Gabrielle Moxey \| 1 \| 1 \| \| \| 2 \| \| Bianca Botto \| 7 \| 6 \| \| \| 2 \| \| Simone Pratt \| 64 \| 3 \| \| \| 3 \| \| Ferny Angeles Paz - Katherine Miranda-Chang \| 6 \| 6 \| \| \| 3 \| \| Nikkita Fountain - Larikah Russell \| 1 \| 4 \| \| |                    |                                             |    |   |         |                    |
| 1 | Bandera de Perú    | Patricia Ku Flores                          | 6  | 6 |         |                    |
| 1 | Bandera de Bahamas | Gabrielle Moxey                             | 1  | 1 |         |                    |
| 2 | Bandera de Perú    | Bianca Botto                                | 7  | 6 |         |                    |
| 2 | Bandera de Bahamas | Simone Pratt                                | 64 | 3 |         |                    |
| 3 | Bandera de Perú    | Ferny Angeles Paz - Katherine Miranda-Chang | 6  | 6 |         |                    |
| 3 | Bandera de Bahamas | Nikkita Fountain - Larikah Russell          | 1  | 4 |         |                    |

| | Bandera de Argentina | Argentina                            | 3 | 0 | Canadá | Bandera de Canadá |
| --- | -------------------- | ------------------------------------ | - | - | ------ | ----------------- |
| Graciosa Country Club, Curitiba, Brasil 2 de febrero de 2012 |                      |                                      |   |   |        |                   |
| \| 1 \| \| Paula Ormaechea \| 6 \| 7 \| \| \| 1 \| \| Aleksandra Wozniak \| 4 \| 5 \| \| \| 2 \| \| Florencia Molinero \| 6 \| 6 \| \| \| 2 \| \| Stephanie Dubois \| 2 \| 2 \| \| \| 3 \| \| Mailen Auroux - María Irigoyen \| 6 \| 6 \| \| \| 3 \| \| Sharon Fichman - Marie-Eve Pelletier \| 0 \| 3 \| \| |                      |                                      |   |   |        |                   |
| 1 | Bandera de Argentina | Paula Ormaechea                      | 6 | 7 |        |                   |
| 1 | Bandera de Canadá    | Aleksandra Wozniak                   | 4 | 5 |        |                   |
| 2 | Bandera de Argentina | Florencia Molinero                   | 6 | 6 |        |                   |
| 2 | Bandera de Canadá    | Stephanie Dubois                     | 2 | 2 |        |                   |
| 3 | Bandera de Argentina | Mailen Auroux - María Irigoyen       | 6 | 6 |        |                   |
| 3 | Bandera de Canadá    | Sharon Fichman - Marie-Eve Pelletier | 0 | 3 |        |                   |

| | Bandera de Canadá  | Canadá                               | 3 | 0 | Bahamas | Bandera de Bahamas |
| --- | ------------------ | ------------------------------------ | - | - | ------- | ------------------ |
| Graciosa Country Club, Curitiba, Brasil 3 de febrero de 2012 |                    |                                      |   |   |         |                    |
| \| 1 \| \| Marie-Eve Pelletier \| 6 \| 6 \| \| \| 1 \| \| Gabrielle Moxey \| 1 \| 0 \| \| \| 2 \| \| Stephanie Dubois \| 6 \| 6 \| \| \| 2 \| \| Simone Pratt \| 1 \| 1 \| \| \| 3 \| \| Sharon Fichman - Marie-Eve Pelletier \| 6 \| 6 \| \| \| 3 \| \| Nikkita Fountain - Gabrielle Moxey \| 1 \| 0 \| \| |                    |                                      |   |   |         |                    |
| 1 | Bandera de Canadá  | Marie-Eve Pelletier                  | 6 | 6 |         |                    |
| 1 | Bandera de Bahamas | Gabrielle Moxey                      | 1 | 0 |         |                    |
| 2 | Bandera de Canadá  | Stephanie Dubois                     | 6 | 6 |         |                    |
| 2 | Bandera de Bahamas | Simone Pratt                         | 1 | 1 |         |                    |
| 3 | Bandera de Canadá  | Sharon Fichman - Marie-Eve Pelletier | 6 | 6 |         |                    |
| 3 | Bandera de Bahamas | Nikkita Fountain - Gabrielle Moxey   | 1 | 0 |         |                    |

| | Bandera de Argentina | Argentina                                   | 3 | 0 | Perú | Bandera de Perú |
| --- | -------------------- | ------------------------------------------- | - | - | ---- | --------------- |
| Graciosa Country Club, Curitiba, Brasil 2 de febrero de 2012 |                      |                                             |   |   |      |                 |
| \| 1 \| \| Paula Ormaechea \| 6 \| 7 \| \| \| 1 \| \| Ferny Angeles Paz \| 1 \| 0 \| \| \| 2 \| \| Florencia Molinero \| 7 \| 6 \| \| \| 2 \| \| Patricia Ku Flores \| 5 \| 4 \| \| \| 3 \| \| Mailen Auroux - María Irigoyen \| 6 \| 6 \| \| \| 3 \| \| Ferny Angeles Paz - Katherine Miranda-Chang \| 0 \| 0 \| \| |                      |                                             |   |   |      |                 |
| 1 | Bandera de Argentina | Paula Ormaechea                             | 6 | 7 |      |                 |
| 1 | Bandera de Perú      | Ferny Angeles Paz                           | 1 | 0 |      |                 |
| 2 | Bandera de Argentina | Florencia Molinero                          | 7 | 6 |      |                 |
| 2 | Bandera de Perú      | Patricia Ku Flores                          | 5 | 4 |      |                 |
| 3 | Bandera de Argentina | Mailen Auroux - María Irigoyen              | 6 | 6 |      |                 |
| 3 | Bandera de Perú      | Ferny Angeles Paz - Katherine Miranda-Chang | 0 | 0 |      |                 |

##### Grupo B
| Equipo    | Series ganadas | Series perdidas | Puntos ganados | Puntos perdidos | Sets ganados | Sets perdidos |
| --------- | -------------- | --------------- | -------------- | --------------- | ------------ | ------------- |
| Colombia  | 4              | 0               | 10             | 2               | 21           | 5             |
| Paraguay  | 3              | 1               | 8              | 4               | 16           | 9             |
| Brasil    | 2              | 2               | 7              | 5               | 14           | 11            |
| Venezuela | 1              | 3               | 5              | 7               | 12           | 14            |
| Bolivia   | 0              | 4               | 0              | 12              | 0            | 24            |

| | Bandera de Paraguay | Paraguay                                | 3 | 0 | Bolivia | Bandera de Bolivia |
| --- | ------------------- | --------------------------------------- | - | - | ------- | ------------------ |
| Graciosa Country Club, Curitiba, Brasil 30 de enero de 2012 |                     |                                         |   |   |         |                    |
| \| 1 \| \| Montserrat González \| 6 \| 6 \| \| \| 1 \| \| Belén Rivera \| 2 \| 1 \| \| \| 2 \| \| Verónica Cepede Royg \| 6 \| 6 \| \| \| 2 \| \| Noelia Zeballos \| 1 \| 0 \| \| \| 3 \| \| Montserrat González - Isabella Robbiani \| 6 \| 7 \| \| \| 3 \| \| Belén Rivera - Noelia Zeballos \| 1 \| 5 \| \| |                     |                                         |   |   |         |                    |
| 1 | Bandera de Paraguay | Montserrat González                     | 6 | 6 |         |                    |
| 1 | Bandera de Bolivia  | Belén Rivera                            | 2 | 1 |         |                    |
| 2 | Bandera de Paraguay | Verónica Cepede Royg                    | 6 | 6 |         |                    |
| 2 | Bandera de Bolivia  | Noelia Zeballos                         | 1 | 0 |         |                    |
| 3 | Bandera de Paraguay | Montserrat González - Isabella Robbiani | 6 | 7 |         |                    |
| 3 | Bandera de Bolivia  | Belén Rivera - Noelia Zeballos          | 1 | 5 |         |                    |

| | Bandera de Colombia  | Colombia                         | 3   | 0 | Venezuela | Bandera de Venezuela |
| --- | -------------------- | -------------------------------- | --- | - | --------- | -------------------- |
| Graciosa Country Club, Curitiba, Brasil 30 de enero de 2012 |                      |                                  |     |   |           |                      |
| \| 1 \| \| Catalina Castaño \| 7 \| 7 \| \| \| 1 \| \| Gabriela Paz \| 615 \| 5 \| \| \| 2 \| \| Mariana Duque \| 6 \| 6 \| \| \| 2 \| \| Andrea Gamiz \| 2 \| 2 \| \| \| 3 \| \| Catalina Castaño - Mariana Duque \| 65 \| 6 \| 6 \| \| 3 \| \| Andrea Gamiz - Adriana Pérez \| 7 \| 0 \| 0 \| |                      |                                  |     |   |           |                      |
| 1 | Bandera de Colombia  | Catalina Castaño                 | 7   | 7 |           |                      |
| 1 | Bandera de Venezuela | Gabriela Paz                     | 615 | 5 |           |                      |
| 2 | Bandera de Colombia  | Mariana Duque                    | 6   | 6 |           |                      |
| 2 | Bandera de Venezuela | Andrea Gamiz                     | 2   | 2 |           |                      |
| 3 | Bandera de Colombia  | Catalina Castaño - Mariana Duque | 65  | 6 | 6         |                      |
| 3 | Bandera de Venezuela | Andrea Gamiz - Adriana Pérez     | 7   | 0 | 0         |                      |

| | Bandera de Colombia | Colombia                         | 3 | 0 | Bolivia | Bandera de Bolivia |
| --- | ------------------- | -------------------------------- | - | - | ------- | ------------------ |
| Graciosa Country Club, Curitiba, Brasil 31 de enero de 2012 |                     |                                  |   |   |         |                    |
| \| 1 \| \| Yuliana Lizarazo \| 6 \| 7 \| \| \| 1 \| \| Nabila Farah \| 3 \| 5 \| \| \| 2 \| \| Mariana Duque \| 6 \| 6 \| \| \| 2 \| \| Noelia Zeballos \| 1 \| 0 \| \| \| 3 \| \| Catalina Castaño - Mariana Duque \| 6 \| 7 \| \| \| 3 \| \| Natalia Davila - Noelia Zeballos \| 1 \| 5 \| \| |                     |                                  |   |   |         |                    |
| 1 | Bandera de Colombia | Yuliana Lizarazo                 | 6 | 7 |         |                    |
| 1 | Bandera de Bolivia  | Nabila Farah                     | 3 | 5 |         |                    |
| 2 | Bandera de Colombia | Mariana Duque                    | 6 | 6 |         |                    |
| 2 | Bandera de Bolivia  | Noelia Zeballos                  | 1 | 0 |         |                    |
| 3 | Bandera de Colombia | Catalina Castaño - Mariana Duque | 6 | 7 |         |                    |
| 3 | Bandera de Bolivia  | Natalia Davila - Noelia Zeballos | 1 | 5 |         |                    |

| | Bandera de Brasil   | Brasil                                     | 1 | 2 | Paraguay | Bandera de Paraguay |
| --- | ------------------- | ------------------------------------------ | - | - | -------- | ------------------- |
| Graciosa Country Club, Curitiba, Brasil 31 de enero de 2012 |                     |                                            |   |   |          |                     |
| \| 1 \| \| Vivian Segnini \| 6 \| 6 \| \| \| 1 \| \| Montserrat González \| 0 \| 2 \| \| \| 2 \| \| Roxane Vaisemberg \| 3 \| 2 \| \| \| 2 \| \| Verónica Cepede Royg \| 6 \| 6 \| \| \| 3 \| \| Ana Clara Duarte - Roxane Vaisemberg \| 3 \| 4 \| \| \| 3 \| \| Verónica Cepede Royg - Montserrat González \| 6 \| 6 \| \| |                     |                                            |   |   |          |                     |
| 1 | Bandera de Brasil   | Vivian Segnini                             | 6 | 6 |          |                     |
| 1 | Bandera de Paraguay | Montserrat González                        | 0 | 2 |          |                     |
| 2 | Bandera de Brasil   | Roxane Vaisemberg                          | 3 | 2 |          |                     |
| 2 | Bandera de Paraguay | Verónica Cepede Royg                       | 6 | 6 |          |                     |
| 3 | Bandera de Brasil   | Ana Clara Duarte - Roxane Vaisemberg       | 3 | 4 |          |                     |
| 3 | Bandera de Paraguay | Verónica Cepede Royg - Montserrat González | 6 | 6 |          |                     |

| | Bandera de Brasil    | Brasil                             | 2  | 1 | Venezuela | Bandera de Venezuela |
| --- | -------------------- | ---------------------------------- | -- | - | --------- | -------------------- |
| Graciosa Country Club, Curitiba, Brasil 1 de febrero de 2012 |                      |                                    |    |   |           |                      |
| \| 1 \| \| Beatriz Maia \| 63 \| 2 \| \| \| 1 \| \| Gabriela Paz \| 7 \| 6 \| \| \| 2 \| \| Vivian Segnini \| 6 \| 6 \| \| \| 2 \| \| Adriana Pérez \| 4 \| 1 \| \| \| 3 \| \| Vivian Segnini - Roxane Vaisemberg \| 6 \| 6 \| \| \| 3 \| \| Gabriela Paz - Adriana Pérez \| 0 \| 3 \| \| |                      |                                    |    |   |           |                      |
| 1 | Bandera de Brasil    | Beatriz Maia                       | 63 | 2 |           |                      |
| 1 | Bandera de Venezuela | Gabriela Paz                       | 7  | 6 |           |                      |
| 2 | Bandera de Brasil    | Vivian Segnini                     | 6  | 6 |           |                      |
| 2 | Bandera de Venezuela | Adriana Pérez                      | 4  | 1 |           |                      |
| 3 | Bandera de Brasil    | Vivian Segnini - Roxane Vaisemberg | 6  | 6 |           |                      |
| 3 | Bandera de Venezuela | Gabriela Paz - Adriana Pérez       | 0  | 3 |           |                      |

| | Bandera de Colombia | Colombia                                   | 2 | 1 | Paraguay | Bandera de Paraguay |
| --- | ------------------- | ------------------------------------------ | - | - | -------- | ------------------- |
| Graciosa Country Club, Curitiba, Brasil 1 de febrero de 2012 |                     |                                            |   |   |          |                     |
| \| 1 \| \| Catalina Castaño \| 6 \| 6 \| \| \| 1 \| \| Montserrat González \| 1 \| 3 \| \| \| 2 \| \| Mariana Duque \| 4 \| 4 \| \| \| 2 \| \| Verónica Cepede Royg \| 6 \| 6 \| \| \| 3 \| \| Catalina Castaño - Mariana Duque \| 6 \| 6 \| \| \| 3 \| \| Verónica Cepede Royg - Montserrat González \| 2 \| 3 \| \| |                     |                                            |   |   |          |                     |
| 1 | Bandera de Colombia | Catalina Castaño                           | 6 | 6 |          |                     |
| 1 | Bandera de Paraguay | Montserrat González                        | 1 | 3 |          |                     |
| 2 | Bandera de Colombia | Mariana Duque                              | 4 | 4 |          |                     |
| 2 | Bandera de Paraguay | Verónica Cepede Royg                       | 6 | 6 |          |                     |
| 3 | Bandera de Colombia | Catalina Castaño - Mariana Duque           | 6 | 6 |          |                     |
| 3 | Bandera de Paraguay | Verónica Cepede Royg - Montserrat González | 2 | 3 |          |                     |

| | Bandera de Paraguay  | Paraguay                                   | 2 | 1 | Venezuela | Bandera de Venezuela |
| --- | -------------------- | ------------------------------------------ | - | - | --------- | -------------------- |
| Graciosa Country Club, Curitiba, Brasil 2 de febrero de 2012 |                      |                                            |   |   |           |                      |
| \| 1 \| \| Isabella Robbiani \| 3 \| 0 \| \| \| 1 \| \| Gabriela Paz \| 6 \| 6 \| \| \| 2 \| \| Verónica Cepede Royg \| 6 \| 6 \| \| \| 2 \| \| Andrea Gamiz \| 4 \| 0 \| \| \| 3 \| \| Verónica Cepede Royg - Montserrat González \| 2 \| 6 \| 6 \| \| 3 \| \| Gabriela Paz - Adriana Pérez \| 6 \| 4 \| 3 \| |                      |                                            |   |   |           |                      |
| 1 | Bandera de Paraguay  | Isabella Robbiani                          | 3 | 0 |           |                      |
| 1 | Bandera de Venezuela | Gabriela Paz                               | 6 | 6 |           |                      |
| 2 | Bandera de Paraguay  | Verónica Cepede Royg                       | 6 | 6 |           |                      |
| 2 | Bandera de Venezuela | Andrea Gamiz                               | 4 | 0 |           |                      |
| 3 | Bandera de Paraguay  | Verónica Cepede Royg - Montserrat González | 2 | 6 | 6         |                      |
| 3 | Bandera de Venezuela | Gabriela Paz - Adriana Pérez               | 6 | 4 | 3         |                      |

| | Bandera de Brasil  | Brasil                            | 3  | 0 | Bolivia | Bandera de Bolivia |
| --- | ------------------ | --------------------------------- | -- | - | ------- | ------------------ |
| Graciosa Country Club, Curitiba, Brasil 2 de febrero de 2012 |                    |                                   |    |   |         |                    |
| \| 1 \| \| Beatriz Maia \| 6 \| 6 \| \| \| 1 \| \| Nabila Farah \| 1 \| 1 \| \| \| 2 \| \| Roxane Vaisemberg \| 6 \| 6 \| \| \| 2 \| \| Noelia Zeballos \| 2 \| 1 \| \| \| 3 \| \| Ana Clara Duarte - Vivian Segnini \| 7 \| 6 \| \| \| 3 \| \| Nabila Farah - Noelia Zeballos \| 61 \| 1 \| \| |                    |                                   |    |   |         |                    |
| 1 | Bandera de Brasil  | Beatriz Maia                      | 6  | 6 |         |                    |
| 1 | Bandera de Bolivia | Nabila Farah                      | 1  | 1 |         |                    |
| 2 | Bandera de Brasil  | Roxane Vaisemberg                 | 6  | 6 |         |                    |
| 2 | Bandera de Bolivia | Noelia Zeballos                   | 2  | 1 |         |                    |
| 3 | Bandera de Brasil  | Ana Clara Duarte - Vivian Segnini | 7  | 6 |         |                    |
| 3 | Bandera de Bolivia | Nabila Farah - Noelia Zeballos    | 61 | 1 |         |                    |

| | Bandera de Venezuela | Venezuela                          | 3 | 0 | Bolivia | Bandera de Bolivia |
| --- | -------------------- | ---------------------------------- | - | - | ------- | ------------------ |
| Graciosa Country Club, Curitiba, Brasil 3 de febrero de 2012 |                      |                                    |   |   |         |                    |
| \| 1 \| \| Gabriela Paz \| 6 \| 6 \| \| \| 1 \| \| Natalia Davila \| 0 \| 0 \| \| \| 2 \| \| Andrea Gamiz \| 6 \| 6 \| \| \| 2 \| \| Noelia Zeballos \| 4 \| 4 \| \| \| 3 \| \| Gabriela Coglitore - Adriana Pérez \| 6 \| 6 \| \| \| 3 \| \| Natalia Davila - Noelia Zeballos \| 1 \| 1 \| \| |                      |                                    |   |   |         |                    |
| 1 | Bandera de Venezuela | Gabriela Paz                       | 6 | 6 |         |                    |
| 1 | Bandera de Bolivia   | Natalia Davila                     | 0 | 0 |         |                    |
| 2 | Bandera de Venezuela | Andrea Gamiz                       | 6 | 6 |         |                    |
| 2 | Bandera de Bolivia   | Noelia Zeballos                    | 4 | 4 |         |                    |
| 3 | Bandera de Venezuela | Gabriela Coglitore - Adriana Pérez | 6 | 6 |         |                    |
| 3 | Bandera de Bolivia   | Natalia Davila - Noelia Zeballos   | 1 | 1 |         |                    |

| | Bandera de Brasil   | Brasil                              | 1 | 2 | Colombia | Bandera de Colombia |
| --- | ------------------- | ----------------------------------- | - | - | -------- | ------------------- |
| Graciosa Country Club, Curitiba, Brasil 2 de febrero de 2012 |                     |                                     |   |   |          |                     |
| \| 1 \| \| Vivian Segnini \| 6 \| 5 \| 7 \| \| 1 \| \| Catalina Castaño \| 3 \| 7 \| 64 \| \| 2 \| \| Roxane Vaisemberg \| 0 \| 5 \| \| \| 2 \| \| Mariana Duque \| 6 \| 7 \| \| \| 3 \| \| Vivian Segnini - Roxane Vaisemberg \| 2 \| 3 \| \| \| 3 \| \| Catalina Castaño - Yuliana Lizarazo \| 6 \| 6 \| \| |                     |                                     |   |   |          |                     |
| 1 | Bandera de Brasil   | Vivian Segnini                      | 6 | 5 | 7        |                     |
| 1 | Bandera de Colombia | Catalina Castaño                    | 3 | 7 | 64       |                     |
| 2 | Bandera de Brasil   | Roxane Vaisemberg                   | 0 | 5 |          |                     |
| 2 | Bandera de Colombia | Mariana Duque                       | 6 | 7 |          |                     |
| 3 | Bandera de Brasil   | Vivian Segnini - Roxane Vaisemberg  | 2 | 3 |          |                     |
| 3 | Bandera de Colombia | Catalina Castaño - Yuliana Lizarazo | 6 | 6 |          |                     |

##### Permanencia Grupo I
| | Bandera de Perú    | Perú                               | 2                                  | 0                                  | Bolivia                            | Bandera de Bolivia                 |
| --- | ------------------ | ---------------------------------- | ---------------------------------- | ---------------------------------- | ---------------------------------- | ---------------------------------- |
| Graciosa Country Club, Curitiba, Brasil 4 de febrero de 2012 |                    |                                    |                                    |                                    |                                    |                                    |
| \| 1 \| \| Patricia Ku Flores \| 6 \| 6 \| \| \| \| \| 1 \| \| Nabila Farah \| 0 \| 3 \| \| \| \| \| 2 \| \| Bianca Botto \| 6 \| 6 \| \| \| \| \| 2 \| \| Noelia Zeballos \| 2 \| 2 \| \| \| \| \| 3 \| \| Partido no jugado (Serie definida) \| Partido no jugado (Serie definida) \| Partido no jugado (Serie definida) \| Partido no jugado (Serie definida) \| Partido no jugado (Serie definida) \| \| \| 3 \| \| Partido no jugado (Serie definida) \| Partido no jugado (Serie definida) \| Partido no jugado (Serie definida) \| Partido no jugado (Serie definida) \| Partido no jugado (Serie definida) \| \| |                    |                                    |                                    |                                    |                                    |                                    |
| 1 | Bandera de Perú    | Patricia Ku Flores                 | 6                                  | 6                                  |                                    |                                    |
| 1 | Bandera de Bolivia | Nabila Farah                       | 0                                  | 3                                  |                                    |                                    |
| 2 | Bandera de Perú    | Bianca Botto                       | 6                                  | 6                                  |                                    |                                    |
| 2 | Bandera de Bolivia | Noelia Zeballos                    | 2                                  | 2                                  |                                    |                                    |
| 3 | Bandera de Perú    | Partido no jugado (Serie definida) | Partido no jugado (Serie definida) | Partido no jugado (Serie definida) | Partido no jugado (Serie definida) | Partido no jugado (Serie definida) |
| 3 | Bandera de Bolivia | Partido no jugado (Serie definida) | Partido no jugado (Serie definida) | Partido no jugado (Serie definida) | Partido no jugado (Serie definida) | Partido no jugado (Serie definida) |

| | Bandera de Venezuela | Venezuela                          | 2                                  | 0                                  | Bahamas                            | Bandera de Bahamas                 |
| --- | -------------------- | ---------------------------------- | ---------------------------------- | ---------------------------------- | ---------------------------------- | ---------------------------------- |
| Graciosa Country Club, Curitiba, Brasil 4 de febrero de 2012 |                      |                                    |                                    |                                    |                                    |                                    |
| \| 1 \| \| Gabriela Paz \| 6 \| 6 \| \| \| \| \| 1 \| \| Nikkita Fountain \| 2 \| 0 \| \| \| \| \| 2 \| \| Andrea Gamiz \| 6 \| 6 \| \| \| \| \| 2 \| \| Simone Pratt \| 4 \| 2 \| \| \| \| \| 3 \| \| Partido no jugado (Serie definida) \| Partido no jugado (Serie definida) \| Partido no jugado (Serie definida) \| Partido no jugado (Serie definida) \| Partido no jugado (Serie definida) \| \| \| 3 \| \| Partido no jugado (Serie definida) \| Partido no jugado (Serie definida) \| Partido no jugado (Serie definida) \| Partido no jugado (Serie definida) \| Partido no jugado (Serie definida) \| \| |                      |                                    |                                    |                                    |                                    |                                    |
| 1 | Bandera de Venezuela | Gabriela Paz                       | 6                                  | 6                                  |                                    |                                    |
| 1 | Bandera de Bahamas   | Nikkita Fountain                   | 2                                  | 0                                  |                                    |                                    |
| 2 | Bandera de Venezuela | Andrea Gamiz                       | 6                                  | 6                                  |                                    |                                    |
| 2 | Bandera de Bahamas   | Simone Pratt                       | 4                                  | 2                                  |                                    |                                    |
| 3 | Bandera de Venezuela | Partido no jugado (Serie definida) | Partido no jugado (Serie definida) | Partido no jugado (Serie definida) | Partido no jugado (Serie definida) | Partido no jugado (Serie definida) |
| 3 | Bandera de Bahamas   | Partido no jugado (Serie definida) | Partido no jugado (Serie definida) | Partido no jugado (Serie definida) | Partido no jugado (Serie definida) | Partido no jugado (Serie definida) |

- Bahamas y  Bolivia descienden al Grupo II de la Zona de América en 2013.

##### Tercer lugar
| | Bandera de Paraguay | Paraguay                           | 2                                  | 0                                  | Canadá                             | Bandera de Canadá                  |
| --- | ------------------- | ---------------------------------- | ---------------------------------- | ---------------------------------- | ---------------------------------- | ---------------------------------- |
| Graciosa Country Club, Curitiba, Brasil 4 de febrero de 2012 |                     |                                    |                                    |                                    |                                    |                                    |
| \| 1 \| \| Montserrat González \| 2 \| 6 \| 6 \| \| \| \| 1 \| \| Marie Eve Pelletier \| 6 \| 3 \| 4 \| \| \| \| 2 \| \| Sharon Fichman \| 6 \| 6 \| \| \| \| \| 2 \| \| Verónica Cepede Royg \| 4 \| 2 \| \| \| \| \| 3 \| \| Partido no jugado (Serie definida) \| Partido no jugado (Serie definida) \| Partido no jugado (Serie definida) \| Partido no jugado (Serie definida) \| Partido no jugado (Serie definida) \| \| \| 3 \| \| Partido no jugado (Serie definida) \| Partido no jugado (Serie definida) \| Partido no jugado (Serie definida) \| Partido no jugado (Serie definida) \| Partido no jugado (Serie definida) \| \| |                     |                                    |                                    |                                    |                                    |                                    |
| 1 | Bandera de Paraguay | Montserrat González                | 2                                  | 6                                  | 6                                  |                                    |
| 1 | Bandera de Canadá   | Marie Eve Pelletier                | 6                                  | 3                                  | 4                                  |                                    |
| 2 | Bandera de Paraguay | Sharon Fichman                     | 6                                  | 6                                  |                                    |                                    |
| 2 | Bandera de Canadá   | Verónica Cepede Royg               | 4                                  | 2                                  |                                    |                                    |
| 3 | Bandera de Paraguay | Partido no jugado (Serie definida) | Partido no jugado (Serie definida) | Partido no jugado (Serie definida) | Partido no jugado (Serie definida) | Partido no jugado (Serie definida) |
| 3 | Bandera de Canadá   | Partido no jugado (Serie definida) | Partido no jugado (Serie definida) | Partido no jugado (Serie definida) | Partido no jugado (Serie definida) | Partido no jugado (Serie definida) |

##### Final
| | Bandera de Argentina | Argentina                          | 2                                  | 0                                  | Colombia                           | Bandera de Colombia                |
| --- | -------------------- | ---------------------------------- | ---------------------------------- | ---------------------------------- | ---------------------------------- | ---------------------------------- |
| Graciosa Country Club, Curitiba, Brasil 4 de febrero de 2012 |                      |                                    |                                    |                                    |                                    |                                    |
| \| 1 \| \| Paula Ormaechea \| 6 \| 6 \| \| \| \| \| 1 \| \| Catalina Castaño \| 2 \| 4 \| \| \| \| \| 2 \| \| Florencia Molinero \| 3 \| 6 \| 6 \| \| \| \| 2 \| \| Mariana Duque \| 6 \| 2 \| 1 \| \| \| \| 3 \| \| Partido no jugado (Serie definida) \| Partido no jugado (Serie definida) \| Partido no jugado (Serie definida) \| Partido no jugado (Serie definida) \| Partido no jugado (Serie definida) \| \| \| 3 \| \| Partido no jugado (Serie definida) \| Partido no jugado (Serie definida) \| Partido no jugado (Serie definida) \| Partido no jugado (Serie definida) \| Partido no jugado (Serie definida) \| \| |                      |                                    |                                    |                                    |                                    |                                    |
| 1 | Bandera de Argentina | Paula Ormaechea                    | 6                                  | 6                                  |                                    |                                    |
| 1 | Bandera de Colombia  | Catalina Castaño                   | 2                                  | 4                                  |                                    |                                    |
| 2 | Bandera de Argentina | Florencia Molinero                 | 3                                  | 6                                  | 6                                  |                                    |
| 2 | Bandera de Colombia  | Mariana Duque                      | 6                                  | 2                                  | 1                                  |                                    |
| 3 | Bandera de Argentina | Partido no jugado (Serie definida) | Partido no jugado (Serie definida) | Partido no jugado (Serie definida) | Partido no jugado (Serie definida) | Partido no jugado (Serie definida) |
| 3 | Bandera de Colombia  | Partido no jugado (Serie definida) | Partido no jugado (Serie definida) | Partido no jugado (Serie definida) | Partido no jugado (Serie definida) | Partido no jugado (Serie definida) |

- Argentina clasifica a la repesca para acceder al Grupo Mundial II.

## Repesca

### Clasificación al Grupo Mundial
| | Bandera de Ucrania        | Ucrania                             | 0 | 5 | Estados Unidos | Bandera de Estados Unidos |
| --- | ------------------------- | ----------------------------------- | - | - | -------------- | ------------------------- |
| Superior Golf & Spa Resort, Járkov, Ucrania 21 y 22 de abril de 2012 |                           |                                     |   |   |                |                           |
| \| 1 \| \| Lesia Tsurenko \| 1 \| 6 \| 3 \| \| 1 \| \| Christina McHale \| 6 \| 4 \| 6 \| \| 2 \| \| Elina Svitolina \| 2 \| 1 \| \| \| 2 \| \| Serena Williams \| 6 \| 6 \| \| \| 3 \| \| Lesia Tsurenko \| 3 \| 2 \| \| \| 3 \| \| Serena Williams \| 6 \| 6 \| \| \| 4 \| \| Elina Svitolina \| 5 \| 3 \| \| \| 4 \| \| Christina McHale \| 7 \| 6 \| \| \| 5 \| \| Lyudmyla Kichenok - Nadiya Kichenok \| 4 \| 1 \| \| \| 5 \| \| Liezel Huber - Sloane Stephens \| 6 \| 6 \| \| |                           |                                     |   |   |                |                           |
| 1 | Bandera de Ucrania        | Lesia Tsurenko                      | 1 | 6 | 3              |                           |
| 1 | Bandera de Estados Unidos | Christina McHale                    | 6 | 4 | 6              |                           |
| 2 | Bandera de Ucrania        | Elina Svitolina                     | 2 | 1 |                |                           |
| 2 | Bandera de Estados Unidos | Serena Williams                     | 6 | 6 |                |                           |
| 3 | Bandera de Ucrania        | Lesia Tsurenko                      | 3 | 2 |                |                           |
| 3 | Bandera de Estados Unidos | Serena Williams                     | 6 | 6 |                |                           |
| 4 | Bandera de Ucrania        | Elina Svitolina                     | 5 | 3 |                |                           |
| 4 | Bandera de Estados Unidos | Christina McHale                    | 7 | 6 |                |                           |
| 5 | Bandera de Ucrania        | Lyudmyla Kichenok - Nadiya Kichenok | 4 | 1 |                |                           |
| 5 | Bandera de Estados Unidos | Liezel Huber - Sloane Stephens      | 6 | 6 |                |                           |

| | Bandera de Japón   | Japón                                   | 4  | 1 | Bélgica | Bandera de Bélgica |
| --- | ------------------ | --------------------------------------- | -- | - | ------- | ------------------ |
| Ariake Coliseum, Tokio, Japón 21 y 22 de abril de 2012 |                    |                                         |    |   |         |                    |
| \| 1 \| \| Ayumi Morita \| 6 \| 6 \| \| \| 1 \| \| Alison Van Uytvanck \| 4 \| 4 \| \| \| 2 \| \| Kimiko Date-Krumm \| 6 \| 6 \| \| \| 2 \| \| Tamaryn Hendler \| 1 \| 4 \| \| \| 3 \| \| Ayumi Morita \| 7 \| 6 \| \| \| 3 \| \| Tamaryn Hendler \| 5 \| 2 \| \| \| 4 \| \| Kurumi Nara \| 61 \| 0 \| \| \| 4 \| \| Alison Van Uytvanck \| 7 \| 6 \| \| \| 5 \| \| Kimiko Date-Krumm - Rika Fujiwara \| 6 \| 6 \| \| \| 5 \| \| Ysaline Bonaventure - An-Sophie Mestach \| 2 \| 4 \| \| |                    |                                         |    |   |         |                    |
| 1 | Bandera de Japón   | Ayumi Morita                            | 6  | 6 |         |                    |
| 1 | Bandera de Bélgica | Alison Van Uytvanck                     | 4  | 4 |         |                    |
| 2 | Bandera de Japón   | Kimiko Date-Krumm                       | 6  | 6 |         |                    |
| 2 | Bandera de Bélgica | Tamaryn Hendler                         | 1  | 4 |         |                    |
| 3 | Bandera de Japón   | Ayumi Morita                            | 7  | 6 |         |                    |
| 3 | Bandera de Bélgica | Tamaryn Hendler                         | 5  | 2 |         |                    |
| 4 | Bandera de Japón   | Kurumi Nara                             | 61 | 0 |         |                    |
| 4 | Bandera de Bélgica | Alison Van Uytvanck                     | 7  | 6 |         |                    |
| 5 | Bandera de Japón   | Kimiko Date-Krumm - Rika Fujiwara       | 6  | 6 |         |                    |
| 5 | Bandera de Bélgica | Ysaline Bonaventure - An-Sophie Mestach | 2  | 4 |         |                    |

| | Bandera de España     | España                                           | 2  | 3  | Eslovaquia | Bandera de Eslovaquia |
| --- | --------------------- | ------------------------------------------------ | -- | -- | ---------- | --------------------- |
| Club de Puente Romano, Marbella, España 21 y 22 de abril de 2012 |                       |                                                  |    |    |            |                       |
| \| 1 \| \| Lourdes Domínguez Lino \| 3 \| 0 \| \| \| 1 \| \| Dominika Cibulková \| 6 \| 6 \| \| \| 2 \| \| Silvia Soler Espinosa \| 7 \| 6 \| \| \| 2 \| \| Daniela Hantuchová \| 65 \| 4 \| \| \| 3 \| \| Silvia Soler Espinosa \| 4 \| 4 \| \| \| 3 \| \| Dominika Cibulková \| 6 \| 6 \| \| \| 4 \| \| Lourdes Domínguez Lino \| 6 \| 64 \| 4 \| \| 4 \| \| Daniela Hantuchová \| 0 \| 7 \| 6 \| \| 5 \| \| Nuria Llagostera Vives - Arantxa Parra Santoja \| 6 \| 67 \| 6 \| \| 5 \| \| Magdaléna Rybáriková - Anna Karolína Schmiedlová \| 0 \| 7 \| 3 \| |                       |                                                  |    |    |            |                       |
| 1 | Bandera de España     | Lourdes Domínguez Lino                           | 3  | 0  |            |                       |
| 1 | Bandera de Eslovaquia | Dominika Cibulková                               | 6  | 6  |            |                       |
| 2 | Bandera de España     | Silvia Soler Espinosa                            | 7  | 6  |            |                       |
| 2 | Bandera de Eslovaquia | Daniela Hantuchová                               | 65 | 4  |            |                       |
| 3 | Bandera de España     | Silvia Soler Espinosa                            | 4  | 4  |            |                       |
| 3 | Bandera de Eslovaquia | Dominika Cibulková                               | 6  | 6  |            |                       |
| 4 | Bandera de España     | Lourdes Domínguez Lino                           | 6  | 64 | 4          |                       |
| 4 | Bandera de Eslovaquia | Daniela Hantuchová                               | 0  | 7  | 6          |                       |
| 5 | Bandera de España     | Nuria Llagostera Vives - Arantxa Parra Santoja   | 6  | 67 | 6          |                       |
| 5 | Bandera de Eslovaquia | Magdaléna Rybáriková - Anna Karolína Schmiedlová | 0  | 7  | 3          |                       |

| | Bandera de Alemania  | Alemania                            | 2  | 3 | Australia | Bandera de Australia |
| --- | -------------------- | ----------------------------------- | -- | - | --------- | -------------------- |
| Porsche Arena, Stuttgart, Alemania 21 y 22 de abril de 2012 |                      |                                     |    |   |           |                      |
| \| 1 \| \| Angelique Kerber \| 61 \| 4 \| \| \| 1 \| \| Samantha Stosur \| 7 \| 6 \| \| \| 2 \| \| Julia Görges \| 4 \| 4 \| \| \| 2 \| \| Jarmila Gajdošová \| 6 \| 6 \| \| \| 3 \| \| Julia Görges \| 4 \| 1 \| \| \| 3 \| \| Samantha Stosur \| 6 \| 6 \| \| \| 4 \| \| Angelique Kerber \| 6 \| 6 \| \| \| 4 \| \| Olivia Rogowska \| 3 \| 3 \| \| \| 5 \| \| Andrea Petkovic - Andrea Petkovic \| 6 \| 6 \| \| \| 5 \| \| Casey Dellacqua - Jarmila Gajdošová \| 3 \| 4 \| \| |                      |                                     |    |   |           |                      |
| 1 | Bandera de Alemania  | Angelique Kerber                    | 61 | 4 |           |                      |
| 1 | Bandera de Australia | Samantha Stosur                     | 7  | 6 |           |                      |
| 2 | Bandera de Alemania  | Julia Görges                        | 4  | 4 |           |                      |
| 2 | Bandera de Australia | Jarmila Gajdošová                   | 6  | 6 |           |                      |
| 3 | Bandera de Alemania  | Julia Görges                        | 4  | 1 |           |                      |
| 3 | Bandera de Australia | Samantha Stosur                     | 6  | 6 |           |                      |
| 4 | Bandera de Alemania  | Angelique Kerber                    | 6  | 6 |           |                      |
| 4 | Bandera de Australia | Olivia Rogowska                     | 3  | 3 |           |                      |
| 5 | Bandera de Alemania  | Andrea Petkovic - Andrea Petkovic   | 6  | 6 |           |                      |
| 5 | Bandera de Australia | Casey Dellacqua - Jarmila Gajdošová | 3  | 4 |           |                      |

### Clasificación al Grupo Mundial II
| | Bandera de Francia   | Francia                                      | 5 | 0  | Eslovenia | Bandera de Eslovenia |
| --- | -------------------- | -------------------------------------------- | - | -- | --------- | -------------------- |
| Palais des Sports, Besançon, Francia 21 y 22 de abril de 2012 |                      |                                              |   |    |           |                      |
| \| 1 \| \| Virginie Razzano \| 2 \| 6 \| 6 \| \| 1 \| \| Petra Rampre \| 6 \| 4 \| 4 \| \| 2 \| \| Pauline Parmentier \| 6 \| 6 \| \| \| 2 \| \| Nastja Kolar \| 2 \| 3 \| \| \| 3 \| \| Pauline Parmentier \| 6 \| 3 \| 8 \| \| 3 \| \| Petra Rampre \| 4 \| 6 \| 6 \| \| 4 \| \| Stephanie Foretz Gacon \| 7 \| 7 \| \| \| 4 \| \| Nastja Kolar \| 6 \| 61 \| \| \| 5 \| \| Stephanie Foretz Gacon - Kristina Mladenovic \| 6 \| 6 \| \| \| 5 \| \| Petra Rampre - Katarina Srebotnik \| 3 \| 4 \| \| |                      |                                              |   |    |           |                      |
| 1 | Bandera de Francia   | Virginie Razzano                             | 2 | 6  | 6         |                      |
| 1 | Bandera de Eslovenia | Petra Rampre                                 | 6 | 4  | 4         |                      |
| 2 | Bandera de Francia   | Pauline Parmentier                           | 6 | 6  |           |                      |
| 2 | Bandera de Eslovenia | Nastja Kolar                                 | 2 | 3  |           |                      |
| 3 | Bandera de Francia   | Pauline Parmentier                           | 6 | 3  | 8         |                      |
| 3 | Bandera de Eslovenia | Petra Rampre                                 | 4 | 6  | 6         |                      |
| 4 | Bandera de Francia   | Stephanie Foretz Gacon                       | 7 | 7  |           |                      |
| 4 | Bandera de Eslovenia | Nastja Kolar                                 | 6 | 61 |           |                      |
| 5 | Bandera de Francia   | Stephanie Foretz Gacon - Kristina Mladenovic | 6 | 6  |           |                      |
| 5 | Bandera de Eslovenia | Petra Rampre - Katarina Srebotnik            | 3 | 4  |           |                      |

| | Bandera de Suiza       | Suiza                                   | 4  | 1  | Bielorrusia | Bandera de Bielorrusia |
| --- | ---------------------- | --------------------------------------- | -- | -- | ----------- | ---------------------- |
| Complexe Sportive des Iles Avenue des trois lacs, Yverdon-les-Bains, Suiza 21 y 22 de abril de 2012 |                        |                                         |    |    |             |                        |
| \| 1 \| \| Timea Bacsinszky \| 4 \| 4 \| \| \| 1 \| \| Olga Govortsova \| 6 \| 6 \| \| \| 2 \| \| Stefanie Vögele \| 6 \| 5 \| 6 \| \| 2 \| \| Aliaksandra Sasnovich \| 0 \| 7 \| 3 \| \| 3 \| \| Stefanie Vögele \| 6 \| 6 \| \| \| 3 \| \| Olga Govortsova \| 1 \| 1 \| \| \| 4 \| \| Timea Bacsinszky \| 6 \| 3 \| 6 \| \| 4 \| \| Aliaksandra Sasnovich \| 2 \| 6 \| 1 \| \| 5 \| \| Belinda Bencic - Amra Sadiković \| 65 \| 7 \| 7 \| \| 5 \| \| Darya Lebesheva - Aliaksandra Sasnovich \| 7 \| 67 \| 5 \| |                        |                                         |    |    |             |                        |
| 1 | Bandera de Suiza       | Timea Bacsinszky                        | 4  | 4  |             |                        |
| 1 | Bandera de Bielorrusia | Olga Govortsova                         | 6  | 6  |             |                        |
| 2 | Bandera de Suiza       | Stefanie Vögele                         | 6  | 5  | 6           |                        |
| 2 | Bandera de Bielorrusia | Aliaksandra Sasnovich                   | 0  | 7  | 3           |                        |
| 3 | Bandera de Suiza       | Stefanie Vögele                         | 6  | 6  |             |                        |
| 3 | Bandera de Bielorrusia | Olga Govortsova                         | 1  | 1  |             |                        |
| 4 | Bandera de Suiza       | Timea Bacsinszky                        | 6  | 3  | 6           |                        |
| 4 | Bandera de Bielorrusia | Aliaksandra Sasnovich                   | 2  | 6  | 1           |                        |
| 5 | Bandera de Suiza       | Belinda Bencic - Amra Sadiković         | 65 | 7  | 7           |                        |
| 5 | Bandera de Bielorrusia | Darya Lebesheva - Aliaksandra Sasnovich | 7  | 67 | 5           |                        |

| | Bandera de Suecia       | Suecia                          | 4  | 1 | Reino Unido | Bandera del Reino Unido |
| --- | ----------------------- | ------------------------------- | -- | - | ----------- | ----------------------- |
| Borashallen, Borås, Suecia 21 y 22 de abril de 2012 |                         |                                 |    |   |             |                         |
| \| 1 \| \| Johanna Larsson \| 6 \| 7 \| \| \| 1 \| \| Elena Baltacha \| 1 \| 5 \| \| \| 2 \| \| Sofia Arvidsson \| 6 \| 6 \| \| \| 2 \| \| Anne Keothavong \| 1 \| 4 \| \| \| 3 \| \| Sofia Arvidsson \| 6 \| 1 \| 6 \| \| 3 \| \| Laura Robson \| 4 \| 6 \| 3 \| \| 4 \| \| Johanna Larsson \| 7 \| 3 \| 6 \| \| 4 \| \| Anne Keothavong \| 6 \| 6 \| 4 \| \| 5 \| \| Ellen Allgurin - Hilda Melander \| 63 \| 1 \| \| \| 5 \| \| Elena Baltacha - Heather Watson \| 7 \| 6 \| \| |                         |                                 |    |   |             |                         |
| 1 | Bandera de Suecia       | Johanna Larsson                 | 6  | 7 |             |                         |
| 1 | Bandera del Reino Unido | Elena Baltacha                  | 1  | 5 |             |                         |
| 2 | Bandera de Suecia       | Sofia Arvidsson                 | 6  | 6 |             |                         |
| 2 | Bandera del Reino Unido | Anne Keothavong                 | 1  | 4 |             |                         |
| 3 | Bandera de Suecia       | Sofia Arvidsson                 | 6  | 1 | 6           |                         |
| 3 | Bandera del Reino Unido | Laura Robson                    | 4  | 6 | 3           |                         |
| 4 | Bandera de Suecia       | Johanna Larsson                 | 7  | 3 | 6           |                         |
| 4 | Bandera del Reino Unido | Anne Keothavong                 | 6  | 6 | 4           |                         |
| 5 | Bandera de Suecia       | Ellen Allgurin - Hilda Melander | 63 | 1 |             |                         |
| 5 | Bandera del Reino Unido | Elena Baltacha - Heather Watson | 7  | 6 |             |                         |

| | Bandera de Argentina                  | Argentina                      | 4  | 1 | China | Bandera de la República Popular China |
| --- | ------------------------------------- | ------------------------------ | -- | - | ----- | ------------------------------------- |
| Parque Roca, Buenos Aires, Argentina 21 y 22 de abril de 2012 |                                       |                                |    |   |       |                                       |
| \| 1 \| \| Paula Ormaechea \| 6 \| 6 \| \| \| 1 \| \| Zhou Yimiao \| 2 \| 2 \| \| \| 2 \| \| Florencia Molinero \| 6 \| 6 \| \| \| 2 \| \| Wang Qiang \| 3 \| 4 \| \| \| 3 \| \| Paula Ormaechea \| 6 \| 6 \| \| \| 3 \| \| Wang Qiang \| 4 \| 2 \| \| \| 4 \| \| Florencia Molinero \| 61 \| 6 \| 3 \| \| 4 \| \| Zhou Yimiao \| 7 \| 2 \| 6 \| \| 5 \| \| Mailen Auroux - María Irigoyen \| 6 \| 6 \| \| \| 5 \| \| Chen Liang - Liu Wanting \| 3 \| 4 \| \| |                                       |                                |    |   |       |                                       |
| 1 | Bandera de Argentina                  | Paula Ormaechea                | 6  | 6 |       |                                       |
| 1 | Bandera de la República Popular China | Zhou Yimiao                    | 2  | 2 |       |                                       |
| 2 | Bandera de Argentina                  | Florencia Molinero             | 6  | 6 |       |                                       |
| 2 | Bandera de la República Popular China | Wang Qiang                     | 3  | 4 |       |                                       |
| 3 | Bandera de Argentina                  | Paula Ormaechea                | 6  | 6 |       |                                       |
| 3 | Bandera de la República Popular China | Wang Qiang                     | 4  | 2 |       |                                       |
| 4 | Bandera de Argentina                  | Florencia Molinero             | 61 | 6 | 3     |                                       |
| 4 | Bandera de la República Popular China | Zhou Yimiao                    | 7  | 2 | 6     |                                       |
| 5 | Bandera de Argentina                  | Mailen Auroux - María Irigoyen | 6  | 6 |       |                                       |
| 5 | Bandera de la República Popular China | Chen Liang - Liu Wanting       | 3  | 4 |       |                                       |